# 2011-es IIHF jégkorong-világbajnokság
A 2011-es IIHF jégkorong-világbajnokságot Szlovákiában rendezték április 29. és május 15. között. A világbajnokság mérkőzéseinek két helyszín adott otthont, az Orange Arena Pozsonyban, és a Steel Aréna Kassán. A világbajnokságon 16 ország válogatottja vett részt.

## Helyszínek
A világbajnokság mérkőzéseit Pozsonyban és Kassán játszották.
| Orange Arena                                                        | Steel Arena                                                       |
| é. sz. 48° 08′ 38″, k. h. 17° 06′ 35″48.143889°N 17.109722°EPozsony | é. sz. 48° 43′ 16″, k. h. 21° 15′ 27″48.721111°N 21.257500°EKassa |
| Férőhely: 10 000                                                    | Férőhely: 8 340                                                   |
|                                                                     |                                                                   |

## Résztvevők
A világbajnokságon az alábbi 16 válogatott vesz részt. 14 csapat európai, 2 csapat észak-amerikai.
| Európa - Ausztria^ - Csehország* - Dánia* - Fehéroroszország* - Finnország* - Franciaország* - Lettország* - Németország* | - Norvégia* - Oroszország* - Szlovákia† - Szlovénia^ - Svédország* - Svájc* Észak-Amerika - Kanada* - Egyesült Államok* |  |

* = A 2010-es IIHF jégkorong-világbajnokság első 14 helyének valamelyikén végzett.
^ = A 2010-es IIHF divízió I-es jégkorong-világbajnokság feljutói
† = Rendező

## Csoportkör
A 16 csapatot négy, négyfős csoportba osztották, ahol körmérkőzéseket játszanak egymással. A négyesek első három helyén végzett csapatok a középdöntőben folytatják. Az utolsó helyezettek az alsóházban folytatják és közülük kerül ki az a 2 válogatott, amelyek jövőre nem lesznek tagjai a 16-os mezőnynek.
Az A és D csoportot Pozsonyban, a B és C csoport mérkőzéseit pedig Kassán rendezik.
| Jelmagyarázat                 |
| ----------------------------- |
| Bejutott a középdöntőbe.      |
| A 13–16. helyért játszhatott. |

### A csoport
| Csapat      | M | Gy | HGy | HV | V | G+ | G- | Gk | P |
| ----------- | - | -- | --- | -- | - | -- | -- | -- | - |
| Németország | 3 | 2  | 1   | 0  | 0 | 9  | 5  | +4 | 8 |
| Oroszország | 3 | 2  | 0   | 0  | 1 | 10 | 9  | +1 | 6 |
| Szlovákia   | 3 | 1  | 0   | 0  | 2 | 9  | 9  | 0  | 3 |
| Szlovénia   | 3 | 0  | 0   | 1  | 2 | 7  | 12 | –5 | 1 |

| 2011. április 29. 16:15 | Németország | 2–0 (0–0, 1–0, 1–0) | Oroszország | Orange Arena, Pozsony Nézőszám: 9049 |

| Jegyzőkönyv                                                                        | Jegyzőkönyv   | Jegyzőkönyv | Jegyzőkönyv    | Jegyzőkönyv                               |
| ---------------------------------------------------------------------------------- | ------------- | ----------- | -------------- | ----------------------------------------- |
|                                                                                    | Dennis Endras | Kapusok     | Evgeni Nabokov | Játékvezetők: Darcy Burchell Brent Reiber |
| \| T. Greilinger (C. Braun) – 24:19 \| 1–0 \| \| \| P. Reimer – 57:53 \| 2–0 \| \| |               |             |                | Játékvezetők: Darcy Burchell Brent Reiber |
| 6 perc                                                                             | Büntetések    | 31 perc     |                | Játékvezetők: Darcy Burchell Brent Reiber |
| 27                                                                                 | Lövések       | 4           |                | Játékvezetők: Darcy Burchell Brent Reiber |
| T. Greilinger (C. Braun) – 24:19                                                   | 1–0           |             |                | Játékvezetők: Darcy Burchell Brent Reiber |
| P. Reimer – 57:53                                                                  | 2–0           |             |                | Játékvezetők: Darcy Burchell Brent Reiber |

| 2011. április 29. 20:15 | Szlovákia | 3–1 (0–0, 1–1, 2–0) | Szlovénia | Orange Arena, Pozsony Nézőszám: 9248 |

| Jegyzőkönyv | Jegyzőkönyv    | Jegyzőkönyv                                     | Jegyzőkönyv    | Jegyzőkönyv                               |
| --- | -------------- | ----------------------------------------------- | -------------- | ----------------------------------------- |
| | Jaroslav Halák | Kapusok                                         | Robert Kristan | Játékvezetők: Danny Kurmann Thomas Sterns |
| \| \| 0–1 \| 22:37 – A. Kranjc (G. Kuznik, T. Razingar) (PP) \| \| M. Šatan (T. Surový) – 35:16 \| 1–1 \| \| \| P. Podhradský (R. Zedník, T. Surový) – 47:03 \| 2–1 \| \| \| Ľ. Bartečko (ENG) – 59:52 \| 3–1 \| \| |                |                                                 |                | Játékvezetők: Danny Kurmann Thomas Sterns |
| 4 perc | Büntetések     | 15 perc                                         |                | Játékvezetők: Danny Kurmann Thomas Sterns |
| 45 | Lövések        | 10                                              |                | Játékvezetők: Danny Kurmann Thomas Sterns |
| | 0–1            | 22:37 – A. Kranjc (G. Kuznik, T. Razingar) (PP) |                | Játékvezetők: Danny Kurmann Thomas Sterns |
| M. Šatan (T. Surový) – 35:16 | 1–1            |                                                 |                | Játékvezetők: Danny Kurmann Thomas Sterns |
| P. Podhradský (R. Zedník, T. Surový) – 47:03 | 2–1            |                                                 |                | Játékvezetők: Danny Kurmann Thomas Sterns |
| Ľ. Bartečko (ENG) – 59:52 | 3–1            |                                                 |                |                                           |

| 2011. május 1. 16:15 | Oroszország | 6–4 (1–0, 1–1, 4–3) | Szlovénia | Orange Arena, Pozsony Nézőszám: 9090 |

| Jegyzőkönyv | Jegyzőkönyv    | Jegyzőkönyv                               | Jegyzőkönyv    | Jegyzőkönyv                               |
| --- | -------------- | ----------------------------------------- | -------------- | ----------------------------------------- |
| | Evgeni Nabokov | Kapusok                                   | Andrej Hočevar | Játékvezetők: Danny Kurmann Sören Persson |
| \| V. Atyushov (I. Kovalchuk, A. Radulov) (PP) – 04:22 \| 1–0 \| \| \| \| 1–1 \| 29:15 – A. Hebar (B. Gregorc) \| \| M. Afinogenov (K. Korneyev) – 35:41 \| 2–1 \| \| \| \| 2–2 \| 42:49 – B. Goličič (M. Šivic, M. Hočevar) \| \| D. Kulikov (A. Kaigorodov) – 46:15 \| 3–2 \| \| \| E. Artyukhin (M. Afinogenov, A. Kaigorodov) – 46:53 \| 4–2 \| \| \| \| 4–3 \| 47:21 – B. Goličič (D. Rodman) \| \| \| 4–4 \| 51:28 – R. Pajič (A. Tavželj) \| \| A. Radulov (I. Kovalchuk, K. Gorovikov) – 56:19 \| 5–4 \| \| \| S. Zinovjev (D. Zaripov) – 59:22 \| 6–4 \| \| |                |                                           |                | Játékvezetők: Danny Kurmann Sören Persson |
| 33 perc | Büntetések     | 35 perc                                   |                | Játékvezetők: Danny Kurmann Sören Persson |
| 25 | Lövések        | 6                                         |                | Játékvezetők: Danny Kurmann Sören Persson |
| V. Atyushov (I. Kovalchuk, A. Radulov) (PP) – 04:22 | 1–0            |                                           |                | Játékvezetők: Danny Kurmann Sören Persson |
| | 1–1            | 29:15 – A. Hebar (B. Gregorc)             |                | Játékvezetők: Danny Kurmann Sören Persson |
| M. Afinogenov (K. Korneyev) – 35:41 | 2–1            |                                           |                | Játékvezetők: Danny Kurmann Sören Persson |
| | 2–2            | 42:49 – B. Goličič (M. Šivic, M. Hočevar) |                |                                           |
| D. Kulikov (A. Kaigorodov) – 46:15 | 3–2            |                                           |                |                                           |
| E. Artyukhin (M. Afinogenov, A. Kaigorodov) – 46:53 | 4–2            |                                           |                |                                           |
| | 4–3            | 47:21 – B. Goličič (D. Rodman)            |                |                                           |
| | 4–4            | 51:28 – R. Pajič (A. Tavželj)             |                |                                           |
| A. Radulov (I. Kovalchuk, K. Gorovikov) – 56:19 | 5–4            |                                           |                |                                           |
| S. Zinovjev (D. Zaripov) – 59:22 | 6–4            |                                           |                |                                           |

| 2011. május 1. 20:15 | Szlovákia | 3–4 (0–0, 0–3, 3–1) | Németország | Orange Arena, Pozsony Nézőszám: 9303 |

| Jegyzőkönyv | Jegyzőkönyv    | Jegyzőkönyv                                   | Jegyzőkönyv     | Jegyzőkönyv                                   |
| --- | -------------- | --------------------------------------------- | --------------- | --------------------------------------------- |
| | Jaroslav Halák | Kapusok                                       | Dimitri Patzold | Játékvezetők: Darcy Burchell Christer Lärking |
| \| \| 0–1 \| 24:51 – M. Müller (C. Ullmann, T. Greilinger) \| \| \| 0–2 \| 33:07 – J. Tripp (F. Schütz, F. Mauer) \| \| \| 0–3 \| 36:35 – F. Hördler (C. Ullmann, K. Holzer) \| \| \| 0–4 \| 44:37 – F. Schütz (J. Tripp, N. Goc) \| \| L. Nagy (Ľ. Bartečko) – 45:26 \| 1–4 \| \| \| J. Stümpel (L. Nagy, M. Šatan) (PP) – 47:49 \| 2–4 \| \| \| P. Demitra (M. Hossa) – 52:43 \| 3–4 \| \| |                |                                               |                 | Játékvezetők: Darcy Burchell Christer Lärking |
| 10 perc | Büntetések     | 29 perc                                       |                 | Játékvezetők: Darcy Burchell Christer Lärking |
| 38 | Lövések        | 20                                            |                 | Játékvezetők: Darcy Burchell Christer Lärking |
| | 0–1            | 24:51 – M. Müller (C. Ullmann, T. Greilinger) |                 | Játékvezetők: Darcy Burchell Christer Lärking |
| | 0–2            | 33:07 – J. Tripp (F. Schütz, F. Mauer)        |                 | Játékvezetők: Darcy Burchell Christer Lärking |
| | 0–3            | 36:35 – F. Hördler (C. Ullmann, K. Holzer)    |                 | Játékvezetők: Darcy Burchell Christer Lärking |
| | 0–4            | 44:37 – F. Schütz (J. Tripp, N. Goc)          |                 |                                               |
| L. Nagy (Ľ. Bartečko) – 45:26 | 1–4            |                                               |                 |                                               |
| J. Stümpel (L. Nagy, M. Šatan) (PP) – 47:49 | 2–4            |                                               |                 |                                               |
| P. Demitra (M. Hossa) – 52:43 | 3–4            |                                               |                 |                                               |

| 2011. május 3. 16:15 | Szlovénia | 2–3 (sz.) (1–0, 1–1, 0–1) (h.u.: 0–0) (sz.: 0–1) | Németország | Orange Arena, Pozsony Nézőszám: 8010 |

| Jegyzőkönyv | Jegyzőkönyv    | Jegyzőkönyv                                                                 | Jegyzőkönyv   | Jegyzőkönyv                                      |
| --- | -------------- | --------------------------------------------------------------------------- | ------------- | ------------------------------------------------ |
| | Robert Kristan | Kapusok                                                                     | Dennis Endras | Játékvezetők: Vladimír Baluška Konstantin Olenin |
| \| \| 0–1 \| 35:19 – M. Wolf (A. Rankel, K. Hospelt) (PP) \| \| \| 0–2 \| 45:32 – F. Schütz (J. Krueger, P. Gogulla) \| \| Ž. Jeglič (R. Sabolič, M. Robar) – 04:09 \| 1–2 \| \| \| R. Tičar (R. Sabolič) – 28:33 \| 2–2 \| \| |                |                                                                             |               | Játékvezetők: Vladimír Baluška Konstantin Olenin |
| R. Tičar Ž. Jeglič R. Pajič D. Rodman R. Sabolič D. Rodman M. Rodman Ž. Jeglič | Szétlövés      | T. Greilinger C. Ullmann M. Wolf P. Reimer D. Kreutzer M. Müller F. Hördler |               | Játékvezetők: Vladimír Baluška Konstantin Olenin |
| 12 perc | Büntetések     | 8 perc                                                                      |               | Játékvezetők: Vladimír Baluška Konstantin Olenin |
| 26 | Lövések        | 61                                                                          |               | Játékvezetők: Vladimír Baluška Konstantin Olenin |
| | 0–1            | 35:19 – M. Wolf (A. Rankel, K. Hospelt) (PP)                                |               | Játékvezetők: Vladimír Baluška Konstantin Olenin |
| | 0–2            | 45:32 – F. Schütz (J. Krueger, P. Gogulla)                                  |               | Játékvezetők: Vladimír Baluška Konstantin Olenin |
| Ž. Jeglič (R. Sabolič, M. Robar) – 04:09 | 1–2            |                                                                             |               |                                                  |
| R. Tičar (R. Sabolič) – 28:33 | 2–2            |                                                                             |               |                                                  |

| 2011. május 3. 20:15 | Oroszország | 4–3 (2–1, 1–2, 1–0) | Szlovákia | Orange Arena, Pozsony Nézőszám: 9314 |

| Jegyzőkönyv | Jegyzőkönyv                       | Jegyzőkönyv                                | Jegyzőkönyv    | Jegyzőkönyv                                  |
| --- | --------------------------------- | ------------------------------------------ | -------------- | -------------------------------------------- |
| | Evgeni Nabokov Konstantin Barulin | Kapusok                                    | Jaroslav Halák | Játékvezetők: Christer Lärking Sören Persson |
| \| A. Radulov (I. Kovalchuk, F. Tyutin) – 01:28 \| 1–0 \| \| \| \| 1–1 \| 01:28 – M. Šatan (L. Nagy, M. Jurčina) \| \| I. Nikulin (I. Kovalchuk, F. Tyutin) – 18:04 \| 2–1 \| \| \| \| 2–2 \| 30:06 – M. Gáborík (P. Demitra) \| \| \| 2–3 \| 32:01 – L. Nagy (I. Majeský, Ľ. Višňovský) \| \| I. Nikulin (I. Kovalchuk) (PP) – 38:10 \| 3–3 \| \| \| A. Morozov (V. Atyushov, A. Kaigorodov) (PP) – 43:38 \| 4–3 \| \| |                                   |                                            |                | Játékvezetők: Christer Lärking Sören Persson |
| 8 perc | Büntetések                        | 32 perc                                    |                | Játékvezetők: Christer Lärking Sören Persson |
| 31 | Lövések                           | 14                                         |                | Játékvezetők: Christer Lärking Sören Persson |
| A. Radulov (I. Kovalchuk, F. Tyutin) – 01:28 | 1–0                               |                                            |                | Játékvezetők: Christer Lärking Sören Persson |
| | 1–1                               | 01:28 – M. Šatan (L. Nagy, M. Jurčina)     |                | Játékvezetők: Christer Lärking Sören Persson |
| I. Nikulin (I. Kovalchuk, F. Tyutin) – 18:04 | 2–1                               |                                            |                | Játékvezetők: Christer Lärking Sören Persson |
| | 2–2                               | 30:06 – M. Gáborík (P. Demitra)            |                |                                              |
| | 2–3                               | 32:01 – L. Nagy (I. Majeský, Ľ. Višňovský) |                |                                              |
| I. Nikulin (I. Kovalchuk) (PP) – 38:10 | 3–3                               |                                            |                |                                              |
| A. Morozov (V. Atyushov, A. Kaigorodov) (PP) – 43:38 | 4–3                               |                                            |                |                                              |

### B csoport
| Csapat           | M | Gy | HGy | HV | V | G+ | G- | Gk  | P |
| ---------------- | - | -- | --- | -- | - | -- | -- | --- | - |
| Kanada           | 3 | 2  | 1   | 0  | 0 | 17 | 5  | +12 | 8 |
| Svájc            | 3 | 1  | 1   | 1  | 0 | 8  | 5  | +3  | 6 |
| Franciaország    | 3 | 0  | 1   | 1  | 1 | 3  | 11 | −8  | 3 |
| Fehéroroszország | 3 | 0  | 0   | 1  | 2 | 3  | 10 | −7  | 1 |

| 2011. április 29. 16:15 | Svájc | 1–0 (h.u.) (0–0, 0–0, 0–0) (h.u.: 1–0) | Franciaország | Steel Aréna, Kassa Nézőszám: 2964 |

| Jegyzőkönyv                                        | Jegyzőkönyv    | Jegyzőkönyv | Jegyzőkönyv    | Jegyzőkönyv                                   |
| -------------------------------------------------- | -------------- | ----------- | -------------- | --------------------------------------------- |
|                                                    | Tobias Stephan | Kapusok     | Cristobal Huet | Játékvezetők: Sami Partanen Jyri Petteri Rönn |
| \| J. Vauclair (I. Ruthemann) – 61:46 \| 1–0 \| \| |                |             |                | Játékvezetők: Sami Partanen Jyri Petteri Rönn |
| 12 perc                                            | Büntetések     | 29 perc     |                | Játékvezetők: Sami Partanen Jyri Petteri Rönn |
| 35                                                 | Lövések        | 10          |                | Játékvezetők: Sami Partanen Jyri Petteri Rönn |
| J. Vauclair (I. Ruthemann) – 61:46                 | 1–0            |             |                | Játékvezetők: Sami Partanen Jyri Petteri Rönn |

| 2011. április 29. 20:15 | Fehéroroszország | 1–4 (1–1, 0–1, 0–2) | Kanada | Steel Aréna, Kassa Nézőszám: 6025 |

| Jegyzőkönyv | Jegyzőkönyv  | Jegyzőkönyv                                    | Jegyzőkönyv  | Jegyzőkönyv                                    |
| --- | ------------ | ---------------------------------------------- | ------------ | ---------------------------------------------- |
| | Andrei Mezin | Kapusok                                        | James Reimer | Játékvezetők: Antonin Jerabek Vladimír Šindler |
| \| \| 0–1 \| 01:52 – J. Eberle (E. Kane, M. Scalzo) \| \| A. Sztepanov (A. Kulakov, A. Kitarov) – 19:26 \| 1–1 \| \| \| \| 1–2 \| 30:27 – J. Skinner (J. Tavares) \| \| \| 1–3 \| 45:18 – J. Tavares (J. Skinner) \| \| \| 1–4 \| 48:39 – J. Eberle (D. Phaneuf, M. Scalzo) (PP) \| |              |                                                |              | Játékvezetők: Antonin Jerabek Vladimír Šindler |
| 8 perc | Büntetések   | 39 perc                                        |              | Játékvezetők: Antonin Jerabek Vladimír Šindler |
| 22 | Lövések      | 14                                             |              | Játékvezetők: Antonin Jerabek Vladimír Šindler |
| | 0–1          | 01:52 – J. Eberle (E. Kane, M. Scalzo)         |              | Játékvezetők: Antonin Jerabek Vladimír Šindler |
| A. Sztepanov (A. Kulakov, A. Kitarov) – 19:26 | 1–1          |                                                |              | Játékvezetők: Antonin Jerabek Vladimír Šindler |
| | 1–2          | 30:27 – J. Skinner (J. Tavares)                |              | Játékvezetők: Antonin Jerabek Vladimír Šindler |
| | 1–3          | 45:18 – J. Tavares (J. Skinner)                |              |                                                |
| | 1–4          | 48:39 – J. Eberle (D. Phaneuf, M. Scalzo) (PP) |              |                                                |

| 2011. május 1. 16:15 | Kanada | 9–1 (3–0, 2–1, 4–0) | Franciaország | Steel Aréna, Kassa Nézőszám: 4457 |

| Jegyzőkönyv | Jegyzőkönyv               | Jegyzőkönyv                                         | Jegyzőkönyv                   | Jegyzőkönyv                                    |
| --- | ------------------------- | --------------------------------------------------- | ----------------------------- | ---------------------------------------------- |
| | James Reimer Devan Dubnyk | Kapusok                                             | Cristobal Huet Fabrice Lhenry | Játékvezetők: Vyacheslav Bulanov Eduards Odiņš |
| \| M-A. Gragnani (J. Spezza, D. Phaneuf) (PP) – 01:02 \| 1–0 \| \| \| J. Spezza (D. Phaneuf) – 06:35 \| 2–0 \| \| \| J. Skinner (J. Tavares) – 12:02 \| 3–0 \| \| \| \| 3–1 \| 29:14 – P-E. Bellemare (S. Treille, Y. Auvitu) (PP) \| \| C. Stewart (J. Skinner, J. Tavares) – 36:06 \| 4–1 \| \| \| A. Pietrangelo – 36:49 \| 5–1 \| \| \| B. Burns (J. Neal, R. Nash) (PP) – 41:41 \| 6–1 \| \| \| R. Nash – 44:38 \| 7–1 \| \| \| J. Skinner (PS) – 54:30 \| 8–1 \| \| \| T. Zajac (C. Clutterbuck, A. Pietrangelo) – 57:44 \| 9–1 \| \| |                           |                                                     |                               | Játékvezetők: Vyacheslav Bulanov Eduards Odiņš |
| 10 perc | Büntetések                | 33 perc                                             |                               | Játékvezetők: Vyacheslav Bulanov Eduards Odiņš |
| 39 | Lövések                   | 12                                                  |                               | Játékvezetők: Vyacheslav Bulanov Eduards Odiņš |
| M-A. Gragnani (J. Spezza, D. Phaneuf) (PP) – 01:02 | 1–0                       |                                                     |                               | Játékvezetők: Vyacheslav Bulanov Eduards Odiņš |
| J. Spezza (D. Phaneuf) – 06:35 | 2–0                       |                                                     |                               | Játékvezetők: Vyacheslav Bulanov Eduards Odiņš |
| J. Skinner (J. Tavares) – 12:02 | 3–0                       |                                                     |                               | Játékvezetők: Vyacheslav Bulanov Eduards Odiņš |
| | 3–1                       | 29:14 – P-E. Bellemare (S. Treille, Y. Auvitu) (PP) |                               |                                                |
| C. Stewart (J. Skinner, J. Tavares) – 36:06 | 4–1                       |                                                     |                               |                                                |
| A. Pietrangelo – 36:49 | 5–1                       |                                                     |                               |                                                |
| B. Burns (J. Neal, R. Nash) (PP) – 41:41 | 6–1                       |                                                     |                               |                                                |
| R. Nash – 44:38 | 7–1                       |                                                     |                               |                                                |
| J. Skinner (PS) – 54:30 | 8–1                       |                                                     |                               |                                                |
| T. Zajac (C. Clutterbuck, A. Pietrangelo) – 57:44 | 9–1                       |                                                     |                               |                                                |

| 2011. május 1. 20:15 | Svájc | 4–1 (1–0, 3–1, 0–0) | Fehéroroszország | Steel Aréna, Kassa Nézőszám: 3193 |

| Jegyzőkönyv | Jegyzőkönyv    | Jegyzőkönyv                                       | Jegyzőkönyv  | Jegyzőkönyv                                  |
| --- | -------------- | ------------------------------------------------- | ------------ | -------------------------------------------- |
| | Tobias Stephan | Kapusok                                           | Andrei Mezin | Játékvezetők: Peter Ország Daniel Piechaczek |
| \| R. Gardner (R. Diaz, S. Moser) (PP) – 07:08 \| 1–0 \| \| \| \| 1–1 \| 21:33 – D. Korobov (V. Kostyuchenok, A. Stepanov) \| \| G. Bezina (I. Rüthemann, R. Gardner) – 24:11 \| 2–1 \| \| \| R. Gardner (B. Gerber, I. Rüthemann) – 27:03 \| 3–1 \| \| \| I. Rüthemann (A. Ambühl, F. Du Bois) (SH) – 30:51 \| 4–1 \| \| |                |                                                   |              | Játékvezetők: Peter Ország Daniel Piechaczek |
| 8 perc | Büntetések     | 23 perc                                           |              | Játékvezetők: Peter Ország Daniel Piechaczek |
| 27 | Lövések        | 10                                                |              | Játékvezetők: Peter Ország Daniel Piechaczek |
| R. Gardner (R. Diaz, S. Moser) (PP) – 07:08 | 1–0            |                                                   |              | Játékvezetők: Peter Ország Daniel Piechaczek |
| | 1–1            | 21:33 – D. Korobov (V. Kostyuchenok, A. Stepanov) |              | Játékvezetők: Peter Ország Daniel Piechaczek |
| G. Bezina (I. Rüthemann, R. Gardner) – 24:11 | 2–1            |                                                   |              | Játékvezetők: Peter Ország Daniel Piechaczek |
| R. Gardner (B. Gerber, I. Rüthemann) – 27:03 | 3–1            |                                                   |              |                                              |
| I. Rüthemann (A. Ambühl, F. Du Bois) (SH) – 30:51 | 4–1            |                                                   |              |                                              |

| 2011. május 3. 16:15 | Kanada | 4–3 (h.u.) (0–1, 2–0, 1–2) (h.u.: 1–0) | Svájc | Steel Aréna, Kassa Nézőszám: 7214 |

| Jegyzőkönyv | Jegyzőkönyv  | Jegyzőkönyv                               | Jegyzőkönyv     | Jegyzőkönyv                                    |
| --- | ------------ | ----------------------------------------- | --------------- | ---------------------------------------------- |
| | James Reimer | Kapusok                                   | Leonardo Genoni | Játékvezetők: Antonin Jerabek Vladimír Šindler |
| \| \| 0–1 \| 12:29 – R. Diaz (V. Stancescu, R. Lemm) \| \| J. Eberle (E. Kane) – 31:57 \| 1–1 \| \| \| J. Tavares – 36:51 \| 2–1 \| \| \| \| 2–2 \| 48:08 – F. Du Bois (L. Sbisa, R. Gardner) \| \| C. Stewart (T. Zajac) – 56:46 \| 3–2 \| \| \| \| 3–3 \| 58:38 – A. Ambuhl (J. Vauclair) \| \| A. Pietrangelo (T. Zajac) – 64:14 \| 4–3 \| \| |              |                                           |                 | Játékvezetők: Antonin Jerabek Vladimír Šindler |
| 4 perc | Büntetések   | 10 perc                                   |                 | Játékvezetők: Antonin Jerabek Vladimír Šindler |
| 61 | Lövések      | 33                                        |                 | Játékvezetők: Antonin Jerabek Vladimír Šindler |
| | 0–1          | 12:29 – R. Diaz (V. Stancescu, R. Lemm)   |                 | Játékvezetők: Antonin Jerabek Vladimír Šindler |
| J. Eberle (E. Kane) – 31:57 | 1–1          |                                           |                 | Játékvezetők: Antonin Jerabek Vladimír Šindler |
| J. Tavares – 36:51 | 2–1          |                                           |                 | Játékvezetők: Antonin Jerabek Vladimír Šindler |
| | 2–2          | 48:08 – F. Du Bois (L. Sbisa, R. Gardner) |                 |                                                |
| C. Stewart (T. Zajac) – 56:46 | 3–2          |                                           |                 |                                                |
| | 3–3          | 58:38 – A. Ambuhl (J. Vauclair)           |                 |                                                |
| A. Pietrangelo (T. Zajac) – 64:14 | 4–3          |                                           |                 |                                                |

| 2011. május 3. 20:15 | Franciaország | 2–1 (h.u.) (1–0, 0–0, 0–1) (h.u.: 1–0) | Fehéroroszország | Steel Aréna, Kassa Nézőszám: 3968 |

| Jegyzőkönyv | Jegyzőkönyv    | Jegyzőkönyv                                   | Jegyzőkönyv  | Jegyzőkönyv                           |
| --- | -------------- | --------------------------------------------- | ------------ | ------------------------------------- |
| | Cristobal Huet | Kapusok                                       | Andrei Mezin | Játékvezetők: Sami Partanen Jyri Rönn |
| \| S. Treille (K. Hecquefeuille, L. Meunier) (PP) – 12:35 \| 1–0 \| \| \| \| 1–1 \| 55:32 – S. Demagin (O. Goroshko, A. Mikhalev) \| \| K. Hecquefeuille (S. Da Costa, S. Treille) – 60:46 \| 2–1 \| \| |                |                                               |              | Játékvezetők: Sami Partanen Jyri Rönn |
| 8 perc | Büntetések     | 38 perc                                       |              | Játékvezetők: Sami Partanen Jyri Rönn |
| 35 | Lövések        | 8                                             |              | Játékvezetők: Sami Partanen Jyri Rönn |
| S. Treille (K. Hecquefeuille, L. Meunier) (PP) – 12:35 | 1–0            |                                               |              | Játékvezetők: Sami Partanen Jyri Rönn |
| | 1–1            | 55:32 – S. Demagin (O. Goroshko, A. Mikhalev) |              | Játékvezetők: Sami Partanen Jyri Rönn |
| K. Hecquefeuille (S. Da Costa, S. Treille) – 60:46 | 2–1            |                                               |              | Játékvezetők: Sami Partanen Jyri Rönn |

### C csoport
| Csapat           | M | Gy | HGy | HV | V | G+ | G- | Gk  | P |
| ---------------- | - | -- | --- | -- | - | -- | -- | --- | - |
| Svédország       | 3 | 2  | 0   | 1  | 0 | 13 | 7  | +6  | 7 |
| Egyesült Államok | 3 | 2  | 0   | 0  | 1 | 11 | 9  | +2  | 6 |
| Norvégia         | 3 | 1  | 1   | 0  | 1 | 12 | 8  | +4  | 5 |
| Ausztria         | 3 | 0  | 0   | 0  | 3 | 1  | 13 | –12 | 0 |

| 2011. április 30. 16:15 | Egyesült Államok | 5–1 (2–0, 1–1, 2–0) | Ausztria | Steel Aréna, Kassa Nézőszám: 4495 |

| Jegyzőkönyv | Jegyzőkönyv | Jegyzőkönyv                           | Jegyzőkönyv   | Jegyzőkönyv                                    |
| --- | ----------- | ------------------------------------- | ------------- | ---------------------------------------------- |
| | Al Montoya  | Kapusok                               | Jürgen Penker | Játékvezetők: Vyacheslav Bulanov Eduards Odins |
| \| C. Kreider (M. Fayne, D. Stepan) – 14:42 \| 1–0 \| \| \| B. Wheeler (D. Stepan) – 17:15 \| 2–0 \| \| \| \| 2–1 \| 34:00 – M. Pewal (T. Raffl, M. Raffl) \| \| Y. Stastny (C. Wilson, C. Fowler) – 38:36 \| 3–1 \| \| \| K. Shattenkirk (N. Palmieri, R. Shannon) – 42:47 \| 4–1 \| \| \| C. Smith (J. Johnson) (PP) – 56:42 \| 5–1 \| \| |             |                                       |               | Játékvezetők: Vyacheslav Bulanov Eduards Odins |
| 10 perc | Büntetések  | 13 perc                               |               | Játékvezetők: Vyacheslav Bulanov Eduards Odins |
| 32 | Lövések     | 6                                     |               | Játékvezetők: Vyacheslav Bulanov Eduards Odins |
| C. Kreider (M. Fayne, D. Stepan) – 14:42 | 1–0         |                                       |               | Játékvezetők: Vyacheslav Bulanov Eduards Odins |
| B. Wheeler (D. Stepan) – 17:15 | 2–0         |                                       |               | Játékvezetők: Vyacheslav Bulanov Eduards Odins |
| | 2–1         | 34:00 – M. Pewal (T. Raffl, M. Raffl) |               | Játékvezetők: Vyacheslav Bulanov Eduards Odins |
| Y. Stastny (C. Wilson, C. Fowler) – 38:36 | 3–1         |                                       |               |                                                |
| K. Shattenkirk (N. Palmieri, R. Shannon) – 42:47 | 4–1         |                                       |               |                                                |
| C. Smith (J. Johnson) (PP) – 56:42 | 5–1         |                                       |               |                                                |

| 2011. április 30. 20:15 | Norvégia | 5–4 (sz.) (1–3, 2–0, 1–1) (h.u.: 0–0) (sz.: 1–0) | Svédország | Steel Aréna, Kassa Nézőszám: 5147 |

| Jegyzőkönyv | Jegyzőkönyv | Jegyzőkönyv                                                  | Jegyzőkönyv  | Jegyzőkönyv                                  |
| --- | ----------- | ------------------------------------------------------------ | ------------ | -------------------------------------------- |
| | Lars Haugen | Kapusok                                                      | Erik Ersberg | Játékvezetők: Ország Péter Daniel Piechaczek |
| \| \| 0–1 \| 06:21 – L. Eriksson (R. Nilsson) \| \| M. Røymark (M. Hansen, M. Ask) (PP) – 08:06 \| 1–1 \| \| \| \| 1–2 \| 11:41 – P. Berglund (M. Thörnberg) \| \| \| 1–3 \| 15:01 – P. Berglund (D. Petrasek, M. Pääjärvi-Svensson) (PP) \| \| M. Ask (M. Olimb) (PP) – 21:00 \| 2–3 \| \| \| M. Holtet (A. Bastiansen, P-Å. Skrøder) (PP) – 33:45 \| 3–3 \| \| \| \| 3–4 \| L. Eriksson (R. Nilsson) (PP) 49:37 – \| \| A. Bastiansen (M. Olimb, L. Spets) – 55:06 \| 4–4 \| \| |             |                                                              |              | Játékvezetők: Ország Péter Daniel Piechaczek |
| P-Å. Skrøder M. Olimb | Szétlövés   | L. Eriksson P. Berglund                                      |              | Játékvezetők: Ország Péter Daniel Piechaczek |
| 18 perc | Büntetések  | 46 perc                                                      |              | Játékvezetők: Ország Péter Daniel Piechaczek |
| 20 | Lövések     | 12                                                           |              | Játékvezetők: Ország Péter Daniel Piechaczek |
| | 0–1         | 06:21 – L. Eriksson (R. Nilsson)                             |              | Játékvezetők: Ország Péter Daniel Piechaczek |
| M. Røymark (M. Hansen, M. Ask) (PP) – 08:06 | 1–1         |                                                              |              | Játékvezetők: Ország Péter Daniel Piechaczek |
| | 1–2         | 11:41 – P. Berglund (M. Thörnberg)                           |              |                                              |
| | 1–3         | 15:01 – P. Berglund (D. Petrasek, M. Pääjärvi-Svensson) (PP) |              |                                              |
| M. Ask (M. Olimb) (PP) – 21:00 | 2–3         |                                                              |              |                                              |
| M. Holtet (A. Bastiansen, P-Å. Skrøder) (PP) – 33:45 | 3–3         |                                                              |              |                                              |
| | 3–4         | L. Eriksson (R. Nilsson) (PP) 49:37 –                        |              |                                              |
| A. Bastiansen (M. Olimb, L. Spets) – 55:06 | 4–4         |                                                              |              |                                              |

| 2011. május 2. 16:15 | Egyesült Államok | 4–2 (0–2, 0–0, 4–0) | Norvégia | Steel Aréna, Kassa Nézőszám: 4149 |

| Jegyzőkönyv | Jegyzőkönyv | Jegyzőkönyv                     | Jegyzőkönyv | Jegyzőkönyv                             |
| --- | ----------- | ------------------------------- | ----------- | --------------------------------------- |
| | Al Montoya  | Kapusok                         | Lars Haugen | Játékvezetők: Antonin Jerabek Jyri Rönn |
| \| \| 0–1 \| 08:09 – K. A. Olimb (M. Holtet) \| \| \| 0–2 \| 09:22 – A. Bastiansen (SH) \| \| N. Palmieri (C. Kreider, R. Shannon) – 41:16 \| 1–2 \| \| \| J. Skille (T. Stapleton, R. McDonagh) – 44:59 \| 2–2 \| \| \| N. Palmieri (R. Shannon, K. Shattenkirk) (PP) – 53:44 \| 3–2 \| \| \| C. Smith (D. Stepan, J. Johnson) (PP) – 58:34 \| 4–2 \| \| |             |                                 |             | Játékvezetők: Antonin Jerabek Jyri Rönn |
| 10 perc | Büntetések  | 15 perc                         |             | Játékvezetők: Antonin Jerabek Jyri Rönn |
| 49 | Lövések     | 14                              |             | Játékvezetők: Antonin Jerabek Jyri Rönn |
| | 0–1         | 08:09 – K. A. Olimb (M. Holtet) |             | Játékvezetők: Antonin Jerabek Jyri Rönn |
| | 0–2         | 09:22 – A. Bastiansen (SH)      |             | Játékvezetők: Antonin Jerabek Jyri Rönn |
| N. Palmieri (C. Kreider, R. Shannon) – 41:16 | 1–2         |                                 |             | Játékvezetők: Antonin Jerabek Jyri Rönn |
| J. Skille (T. Stapleton, R. McDonagh) – 44:59 | 2–2         |                                 |             |                                         |
| N. Palmieri (R. Shannon, K. Shattenkirk) (PP) – 53:44 | 3–2         |                                 |             |                                         |
| C. Smith (D. Stepan, J. Johnson) (PP) – 58:34 | 4–2         |                                 |             |                                         |

| 2011. május 2. 20:15 | Svédország | 3–0 (1–0, 1–0, 1–0) | Ausztria | Steel Aréna, Kassa Nézőszám: 3704 |

| Jegyzőkönyv | Jegyzőkönyv  | Jegyzőkönyv | Jegyzőkönyv      | Jegyzőkönyv                                  |
| --- | ------------ | ----------- | ---------------- | -------------------------------------------- |
| | Viktor Fasth | Kapusok     | Fabian Weinhandl | Játékvezetők: Sami Partanen Vladimír Šindler |
| \| N. Persson (L. Eriksson, R. Nilsson) – 19:39 \| 1–0 \| \| \| N. Persson (D. Petrasek, R. Nilsson) – 25:39 \| 2–0 \| \| \| M. Pääjärvi-Svensson (D. Petrasek) (PP) – 42:34 \| 3–0 \| \| |              |             |                  | Játékvezetők: Sami Partanen Vladimír Šindler |
| 6 perc | Büntetések   | 23 perc     |                  | Játékvezetők: Sami Partanen Vladimír Šindler |
| 38 | Lövések      | 12          |                  | Játékvezetők: Sami Partanen Vladimír Šindler |
| N. Persson (L. Eriksson, R. Nilsson) – 19:39 | 1–0          |             |                  | Játékvezetők: Sami Partanen Vladimír Šindler |
| N. Persson (D. Petrasek, R. Nilsson) – 25:39 | 2–0          |             |                  | Játékvezetők: Sami Partanen Vladimír Šindler |
| M. Pääjärvi-Svensson (D. Petrasek) (PP) – 42:34 | 3–0          |             |                  | Játékvezetők: Sami Partanen Vladimír Šindler |

| 2011. május 4. 16:15 | Ausztria | 0–5 (0–3, 0–1, 0–1) | Norvégia | Steel Aréna, Kassa Nézőszám: 4355 |

| Jegyzőkönyv | Jegyzőkönyv   | Jegyzőkönyv                                         | Jegyzőkönyv | Jegyzőkönyv                                   |
| --- | ------------- | --------------------------------------------------- | ----------- | --------------------------------------------- |
| | Jürgen Penker | Kapusok                                             | Lars Haugen | Játékvezetők: Eduards Odiņš Daniel Piechaczek |
| \| \| 0–1 \| 06:26 – E. Koivu (A. Bastiansen, M. Olimb) \| \| \| 0–2 \| 09:31 – M. Olimb (L. Spets, A. Bastiansen) \| \| \| 0–3 \| 10:27 – J. Holøs (P-Å. Skrøder, M. Olimb) (PP) \| \| \| 0–4 \| 39:41 – L. Spets (A. Bastiansen, M. Olimb) \| \| \| 0–5 \| 49:51 – A. Bastiansen (M. Olimb, P-Å. Skrøder) (PP) \| |               |                                                     |             | Játékvezetők: Eduards Odiņš Daniel Piechaczek |
| 39 perc | Büntetések    | 27 perc                                             |             | Játékvezetők: Eduards Odiņš Daniel Piechaczek |
| 25 | Lövések       | 8                                                   |             | Játékvezetők: Eduards Odiņš Daniel Piechaczek |
| | 0–1           | 06:26 – E. Koivu (A. Bastiansen, M. Olimb)          |             | Játékvezetők: Eduards Odiņš Daniel Piechaczek |
| | 0–2           | 09:31 – M. Olimb (L. Spets, A. Bastiansen)          |             | Játékvezetők: Eduards Odiņš Daniel Piechaczek |
| | 0–3           | 10:27 – J. Holøs (P-Å. Skrøder, M. Olimb) (PP)      |             | Játékvezetők: Eduards Odiņš Daniel Piechaczek |
| | 0–4           | 39:41 – L. Spets (A. Bastiansen, M. Olimb)          |             |                                               |
| | 0–5           | 49:51 – A. Bastiansen (M. Olimb, P-Å. Skrøder) (PP) |             |                                               |

| 2011. május 4. 20:15 | Svédország | 6–2 (1–1, 3–0, 2–1) | Egyesült Államok | Steel Aréna, Kassa Nézőszám: 7401 |

| Jegyzőkönyv | Jegyzőkönyv  | Jegyzőkönyv                                  | Jegyzőkönyv | Jegyzőkönyv                                   |
| --- | ------------ | -------------------------------------------- | ----------- | --------------------------------------------- |
| | Viktor Fasth | Kapusok                                      | Al Montoya  | Játékvezetők: Vyacheslav Bulanov Ország Péter |
| \| P. Berglund (T. Erixon) – 17:31 \| 1–0 \| \| \| \| 1–1 \| 18:43 – C. Fowler (D. Stepan, C. Smith) (PP) \| \| M. Krüger (M. Tedenby) – 23:17 \| 2–1 \| \| \| M. Sjögren (J. Ericsson) – 30:27 \| 3–1 \| \| \| P. Berglund (M. Thörnberg, M. Pääjärvi-Svensson) – 35:16 \| 4–1 \| \| \| \| 4–2 \| 50:29 – B. Wheeler (C. Smith) \| \| J. Ericsson (S. Kronwall, M. Sjögren) – 56:01 \| 5–2 \| \| \| D. Petrasek (M. Sjögren) (PP) – 58:50 \| 6–2 \| \| |              |                                              |             | Játékvezetők: Vyacheslav Bulanov Ország Péter |
| 12 perc | Büntetések   | 32 perc                                      |             | Játékvezetők: Vyacheslav Bulanov Ország Péter |
| 30 | Lövések      | 4                                            |             | Játékvezetők: Vyacheslav Bulanov Ország Péter |
| P. Berglund (T. Erixon) – 17:31 | 1–0          |                                              |             | Játékvezetők: Vyacheslav Bulanov Ország Péter |
| | 1–1          | 18:43 – C. Fowler (D. Stepan, C. Smith) (PP) |             | Játékvezetők: Vyacheslav Bulanov Ország Péter |
| M. Krüger (M. Tedenby) – 23:17 | 2–1          |                                              |             | Játékvezetők: Vyacheslav Bulanov Ország Péter |
| M. Sjögren (J. Ericsson) – 30:27 | 3–1          |                                              |             |                                               |
| P. Berglund (M. Thörnberg, M. Pääjärvi-Svensson) – 35:16 | 4–1          |                                              |             |                                               |
| | 4–2          | 50:29 – B. Wheeler (C. Smith)                |             |                                               |
| J. Ericsson (S. Kronwall, M. Sjögren) – 56:01 | 5–2          |                                              |             |                                               |
| D. Petrasek (M. Sjögren) (PP) – 58:50 | 6–2          |                                              |             |                                               |

### D csoport
| Csapat     | M | Gy | HGy | HV | V | G+ | G- | Gk | P |
| ---------- | - | -- | --- | -- | - | -- | -- | -- | - |
| Csehország | 3 | 3  | 0   | 0  | 0 | 12 | 3  | +9 | 9 |
| Finnország | 3 | 1  | 1   | 0  | 1 | 9  | 5  | +4 | 5 |
| Dánia      | 3 | 0  | 1   | 0  | 2 | 4  | 13 | –9 | 2 |
| Lettország | 3 | 0  | 0   | 2  | 1 | 6  | 10 | –4 | 2 |

| 2011. április 30. 16:15 | Finnország | 5–1 (0–0, 2–0, 3–1) | Dánia | Orange Arena, Pozsony Nézőszám: 9125 |

| Jegyzőkönyv | Jegyzőkönyv   | Jegyzőkönyv                                   | Jegyzőkönyv       | Jegyzőkönyv                                      |
| --- | ------------- | --------------------------------------------- | ----------------- | ------------------------------------------------ |
| | Petri Vehanen | Kapusok                                       | Frederik Andersen | Játékvezetők: Vladimír Baluška Konstantin Olenin |
| \| J. Immonen (J. Välivaara) (PP) – 23:57 \| 1–0 \| \| \| J. Aaltonen (M. Koivu) (PP) – 36:26 \| 2–0 \| \| \| A. Pihlström (M. Pyörälä, P. Nokelainen) – 42:39 \| 3–0 \| \| \| \| 3–1 \| 47:54 – N. Hardt (J. Jakobsen, M. Green) (PP) \| \| J. Niskala (P. Puistola, M. Granlund) (PP) – 52:29 \| 4–1 \| \| \| T. Ruutu (J. Aaltonen) – 53:21 \| 5–1 \| \| |               |                                               |                   | Játékvezetők: Vladimír Baluška Konstantin Olenin |
| 4 perc | Büntetések    | 9 perc                                        |                   | Játékvezetők: Vladimír Baluška Konstantin Olenin |
| 44 | Lövések       | 10                                            |                   | Játékvezetők: Vladimír Baluška Konstantin Olenin |
| J. Immonen (J. Välivaara) (PP) – 23:57 | 1–0           |                                               |                   | Játékvezetők: Vladimír Baluška Konstantin Olenin |
| J. Aaltonen (M. Koivu) (PP) – 36:26 | 2–0           |                                               |                   | Játékvezetők: Vladimír Baluška Konstantin Olenin |
| A. Pihlström (M. Pyörälä, P. Nokelainen) – 42:39 | 3–0           |                                               |                   | Játékvezetők: Vladimír Baluška Konstantin Olenin |
| | 3–1           | 47:54 – N. Hardt (J. Jakobsen, M. Green) (PP) |                   |                                                  |
| J. Niskala (P. Puistola, M. Granlund) (PP) – 52:29 | 4–1           |                                               |                   |                                                  |
| T. Ruutu (J. Aaltonen) – 53:21 | 5–1           |                                               |                   |                                                  |

| 2011. április 30. 20:15 | Csehország | 4–2 (1–1, 1–1, 2–0) | Lettország | Orange Arena, Pozsony Nézőszám: 9219 |

| Jegyzőkönyv | Jegyzőkönyv    | Jegyzőkönyv                                  | Jegyzőkönyv      | Jegyzőkönyv                                  |
| --- | -------------- | -------------------------------------------- | ---------------- | -------------------------------------------- |
| | Ondřej Pavelec | Kapusok                                      | Edgars Masaļskis | Játékvezetők: Christer Lärking Sören Persson |
| \| \| 0–1 \| 09:04 – L. Dārziņš (M. Rēdlihs, K. Sotnieks) \| \| T. Rolinek (J. Voráček, M. Škoula) – 17:47 \| 1–1 \| \| \| \| 1–2 \| 21:21 – R. Bukarts (A. Bērziņš, G. Meija) \| \| P. Eliáš (M. Havlát, M. Michálek) – 33:02 \| 2–2 \| \| \| M. Havlát (P. Eliáš) – 41:15 \| 3–2 \| \| \| R. Červenka – 58:11 \| 4–2 \| \| |                |                                              |                  | Játékvezetők: Christer Lärking Sören Persson |
| 14 perc | Büntetések     | 24 perc                                      |                  | Játékvezetők: Christer Lärking Sören Persson |
| 34 | Lövések        | 20                                           |                  | Játékvezetők: Christer Lärking Sören Persson |
| | 0–1            | 09:04 – L. Dārziņš (M. Rēdlihs, K. Sotnieks) |                  | Játékvezetők: Christer Lärking Sören Persson |
| T. Rolinek (J. Voráček, M. Škoula) – 17:47 | 1–1            |                                              |                  | Játékvezetők: Christer Lärking Sören Persson |
| | 1–2            | 21:21 – R. Bukarts (A. Bērziņš, G. Meija)    |                  | Játékvezetők: Christer Lärking Sören Persson |
| P. Eliáš (M. Havlát, M. Michálek) – 33:02 | 2–2            |                                              |                  |                                              |
| M. Havlát (P. Eliáš) – 41:15 | 3–2            |                                              |                  |                                              |
| R. Červenka – 58:11 | 4–2            |                                              |                  |                                              |

| 2011. május 2. 16:15 | Csehország | 6–0 (1–0, 4–0, 1–0) | Dánia | Orange Arena, Pozsony Nézőszám: 9217 |

| Jegyzőkönyv | Jegyzőkönyv    | Jegyzőkönyv | Jegyzőkönyv       | Jegyzőkönyv                                  |
| --- | -------------- | ----------- | ----------------- | -------------------------------------------- |
| | Ondřej Pavelec | Kapusok     | Patrick Galbraith | Játékvezetők: Konstantin Olenin Brent Reiber |
| \| M. Frolík (P. Hubáček, Z. Michálek) – 02:29 \| 1–0 \| \| \| M. Michálek (M. Židlický) – 31:34 \| 2–0 \| \| \| M. Michálek (P. Eliáš, M. Havlát) (PP) – 33:17 \| 3–0 \| \| \| M. Frolík (P. Čáslava, J. Novotný) – 34:25 \| 4–0 \| \| \| T. Plekanec (R. Červenka) – 34:38 \| 5–0 \| \| \| P. Průcha (M. Frolík) – 56:23 \| 6–0 \| \| |                |             |                   | Játékvezetők: Konstantin Olenin Brent Reiber |
| 12 perc | Büntetések     | 24 perc     |                   | Játékvezetők: Konstantin Olenin Brent Reiber |
| 35 | Lövések        | 4           |                   | Játékvezetők: Konstantin Olenin Brent Reiber |
| M. Frolík (P. Hubáček, Z. Michálek) – 02:29 | 1–0            |             |                   | Játékvezetők: Konstantin Olenin Brent Reiber |
| M. Michálek (M. Židlický) – 31:34 | 2–0            |             |                   | Játékvezetők: Konstantin Olenin Brent Reiber |
| M. Michálek (P. Eliáš, M. Havlát) (PP) – 33:17 | 3–0            |             |                   | Játékvezetők: Konstantin Olenin Brent Reiber |
| M. Frolík (P. Čáslava, J. Novotný) – 34:25 | 4–0            |             |                   |                                              |
| T. Plekanec (R. Červenka) – 34:38 | 5–0            |             |                   |                                              |
| P. Průcha (M. Frolík) – 56:23 | 6–0            |             |                   |                                              |

| 2011. május 2. 20:15 | Lettország | 2–3 (sz.) (0–1, 1–0, 1–1 (h.u.: 0–0) (sz.: 0–1) | Finnország | Orange Arena, Pozsony Nézőszám: 9210 |

| Jegyzőkönyv | Jegyzőkönyv      | Jegyzőkönyv                                         | Jegyzőkönyv   | Jegyzőkönyv                               |
| --- | ---------------- | --------------------------------------------------- | ------------- | ----------------------------------------- |
| | Edgars Masaļskis | Kapusok                                             | Teemu Lassila | Játékvezetők: Danny Kurmann Thomas Sterns |
| \| \| 0–1 \| 13:54 – J. Immonen (J. Välivaara, M. Granlund) (PP) \| \| K. Rēdlihs (M. Rēdlihs, A. Džeriņš) (PP) – 33:36 \| 1–1 \| \| \| H. Vasiļjevs (M. Cipulis, G. Pujacs) (PP) – 42:12 \| 2–1 \| \| \| \| 2–2 \| 52:51 – N. Kapanen (J. Immonen, M. Granlund) (PP) \| |                  |                                                     |               | Játékvezetők: Danny Kurmann Thomas Sterns |
| A. Ņiživijs L. Dārziņš | Szétlövés        | J. Immonen M. Koivu                                 |               | Játékvezetők: Danny Kurmann Thomas Sterns |
| 10 perc | Büntetések       | 34 perc                                             |               | Játékvezetők: Danny Kurmann Thomas Sterns |
| 25 | Lövések          | 10                                                  |               | Játékvezetők: Danny Kurmann Thomas Sterns |
| | 0–1              | 13:54 – J. Immonen (J. Välivaara, M. Granlund) (PP) |               | Játékvezetők: Danny Kurmann Thomas Sterns |
| K. Rēdlihs (M. Rēdlihs, A. Džeriņš) (PP) – 33:36 | 1–1              |                                                     |               | Játékvezetők: Danny Kurmann Thomas Sterns |
| H. Vasiļjevs (M. Cipulis, G. Pujacs) (PP) – 42:12 | 2–1              |                                                     |               |                                           |
| | 2–2              | 52:51 – N. Kapanen (J. Immonen, M. Granlund) (PP)   |               |                                           |

| 2011. május 4. 16:15 | Dánia | 3–2 (sz.) (1–0, 1–2, 0–0) (h.u.: 0–0) (sz.: 1–0) | Lettország | Orange Arena, Pozsony Nézőszám: 8870 |

| Jegyzőkönyv | Jegyzőkönyv       | Jegyzőkönyv                                       | Jegyzőkönyv      | Jegyzőkönyv                                   |
| --- | ----------------- | ------------------------------------------------- | ---------------- | --------------------------------------------- |
| | Frederik Andersen | Kapusok                                           | Edgars Masaļskis | Játékvezetők: Vladimír Baluška Darcy Burchell |
| \| M. Christensen (J. Jakobsen, M. Bødker) – 01:43 \| 1–0 \| \| \| \| 1–1 \| 23:03 – M. Cipulis (O. Cibuļskis, A. Ņiživijs) \| \| M. Christensen (D. Nielsen, N. Hardt) (PP) – 28:27 \| 2–1 \| \| \| \| 2–2 \| 35:14 – J. Rēdlihs (A. Ņiživijs, M. Rēdlihs) (PP) \| |                   |                                                   |                  | Játékvezetők: Vladimír Baluška Darcy Burchell |
| M. Green M. Madsen J. Jakobsen M. Christensen | Szétlövés         | A. Ņiživijs H. Vasiļjevs A. Džeriņš A. Ņiživijs   |                  | Játékvezetők: Vladimír Baluška Darcy Burchell |
| 12 perc | Büntetések        | 39 perc                                           |                  | Játékvezetők: Vladimír Baluška Darcy Burchell |
| 29 | Lövések           | 14                                                |                  | Játékvezetők: Vladimír Baluška Darcy Burchell |
| M. Christensen (J. Jakobsen, M. Bødker) – 01:43 | 1–0               |                                                   |                  | Játékvezetők: Vladimír Baluška Darcy Burchell |
| | 1–1               | 23:03 – M. Cipulis (O. Cibuļskis, A. Ņiživijs)    |                  | Játékvezetők: Vladimír Baluška Darcy Burchell |
| M. Christensen (D. Nielsen, N. Hardt) (PP) – 28:27 | 2–1               |                                                   |                  |                                               |
| | 2–2               | 35:14 – J. Rēdlihs (A. Ņiživijs, M. Rēdlihs) (PP) |                  |                                               |

| 2011. május 4. 20:15 | Finnország | 1–2 (0–0, 0–1, 1–1) | Csehország | Orange Arena, Pozsony Nézőszám: 9310 |

| Jegyzőkönyv | Jegyzőkönyv   | Jegyzőkönyv                                         | Jegyzőkönyv    | Jegyzőkönyv                              |
| --- | ------------- | --------------------------------------------------- | -------------- | ---------------------------------------- |
| | Petri Vehanen | Kapusok                                             | Ondřej Pavelec | Játékvezetők: Brent Reiber Thomas Sterns |
| \| \| 0–1 \| 24:24 – M. Michálek (M. Židlický, K. Rachůnek) (PP) \| \| \| 0–2 \| 42:48 – J. Jágr (R. Červenka, L. Krajíček) \| \| A. Salmela – 59:41 \| 1–2 \| \| |               |                                                     |                | Játékvezetők: Brent Reiber Thomas Sterns |
| 16 perc | Büntetések    | 25 perc                                             |                | Játékvezetők: Brent Reiber Thomas Sterns |
| 32 | Lövések       | 24                                                  |                | Játékvezetők: Brent Reiber Thomas Sterns |
| | 0–1           | 24:24 – M. Michálek (M. Židlický, K. Rachůnek) (PP) |                | Játékvezetők: Brent Reiber Thomas Sterns |
| | 0–2           | 42:48 – J. Jágr (R. Červenka, L. Krajíček)          |                | Játékvezetők: Brent Reiber Thomas Sterns |
| A. Salmela – 59:41 | 1–2           |                                                     |                | Játékvezetők: Brent Reiber Thomas Sterns |

## Középdöntő
| Színmagyarázat                                              |
| ----------------------------------------------------------- |
| A csoportok első négy helyezettje bejutott a negyeddöntőbe. |
| A csoportok ötödik és hatodik helyezettjei kiestek.         |

### E csoport
| Csapat      | M | Gy | HGy | HV | V | G+ | G- | Gk  | P  |
| ----------- | - | -- | --- | -- | - | -- | -- | --- | -- |
| Csehország  | 5 | 5  | 0   | 0  | 0 | 19 | 7  | +12 | 15 |
| Finnország  | 5 | 2  | 2   | 0  | 1 | 16 | 10 | +6  | 10 |
| Németország | 5 | 2  | 0   | 2  | 1 | 15 | 17 | −2  | 8  |
| Oroszország | 5 | 2  | 0   | 1  | 2 | 12 | 14 | −2  | 7  |
| Szlovákia   | 5 | 1  | 0   | 0  | 4 | 13 | 14 | –1  | 3  |
| Dánia       | 5 | 0  | 1   | 0  | 4 | 9  | 22 | –13 | 2  |

| 2011. május 5. 20:15 | Oroszország | 4–3 (1-2, 2-0, 1-1) | Dánia | Orange Arena, Pozsony Nézőszám: 9204 |

| Jegyzőkönyv | Jegyzőkönyv                       | Jegyzőkönyv                   | Jegyzőkönyv       | Jegyzőkönyv                                  |
| --- | --------------------------------- | ----------------------------- | ----------------- | -------------------------------------------- |
| | Evgeni Nabokov Konstantin Barulin | Kapusok                       | Frederik Andersen | Játékvezetők: Vladimír Baluška Sören Persson |
| \| S. Zinovjev (I. Nikulin, D. Zaripov) – 09:26 \| 1-0 \| \| \| \| 1-1 \| 11:12 – N. Hardt (K. Starkov) \| \| \| 1-2 \| 19:46 – M. Bødker (P. Hersby) \| \| S. Zinovjev (A. Morozov, D. Zaripov) – 30:08 \| 2-2 \| \| \| S. Zinovjev (D. Zaripov, A. Morozov) – 34:18 \| 3-2 \| \| \| E. Artyukhin (K. Korneyev, D. Kalinin) – 45:21 \| 4-2 \| \| \| \| 4-3 \| 47:27 – N. Hardt (K. Starkov) \| |                                   |                               |                   | Játékvezetők: Vladimír Baluška Sören Persson |
| 14 perc | Büntetések                        | 22 perc                       |                   | Játékvezetők: Vladimír Baluška Sören Persson |
| 40 | Lövések                           | 6                             |                   | Játékvezetők: Vladimír Baluška Sören Persson |
| S. Zinovjev (I. Nikulin, D. Zaripov) – 09:26 | 1-0                               |                               |                   | Játékvezetők: Vladimír Baluška Sören Persson |
| | 1-1                               | 11:12 – N. Hardt (K. Starkov) |                   | Játékvezetők: Vladimír Baluška Sören Persson |
| | 1-2                               | 19:46 – M. Bødker (P. Hersby) |                   | Játékvezetők: Vladimír Baluška Sören Persson |
| S. Zinovjev (A. Morozov, D. Zaripov) – 30:08 | 2-2                               |                               |                   |                                              |
| S. Zinovjev (D. Zaripov, A. Morozov) – 34:18 | 3-2                               |                               |                   |                                              |
| E. Artyukhin (K. Korneyev, D. Kalinin) – 45:21 | 4-2                               |                               |                   |                                              |
| | 4-3                               | 47:27 – N. Hardt (K. Starkov) |                   |                                              |

| 2011. május 6. 16:15 | Németország | 4–5 (sz.) (1–1, 3–2, 0–1) (h.u.: 0–0) (sz.: 0–1) | Finnország | Orange Arena, Pozsony Nézőszám: 9255 |

| Jegyzőkönyv | Jegyzőkönyv   | Jegyzőkönyv                                   | Jegyzőkönyv                 | Jegyzőkönyv                                     |
| --- | ------------- | --------------------------------------------- | --------------------------- | ----------------------------------------------- |
| | Dennis Endras | Kapusok                                       | Teemu Lassila Petri Vehanen | Játékvezetők: Konsztantyin Olenyin Brent Reiber |
| \| \| 0–1 \| 00:13 – T. Ruutu (M. Koivu, S. Lepistö) \| \| A. Rankel (M. Wolf, K. Hospelt) – 14:45 \| 1–1 \| \| \| F. Schütz (P. Gogulla, F. Mauer) – 26:28 \| 2–1 \| \| \| K. Hospelt (K. Lavallée, N. Goc) – 27:32 \| 3–1 \| \| \| \| 3–2 \| 31:39 – J. Pesonen (M. Granlund, P. Puistola) \| \| \| 3–3 \| 38:07 – J. Immonen (J. Pesonen, J. Niskala) \| \| P. Reimer (C. Braun, M. Müller) – 39:03 \| 4–3 \| \| \| \| 4–4 \| 54:12 – T. Ruutu (J. Pesonen, S. Lepistö) \| |               |                                               |                             | Játékvezetők: Konsztantyin Olenyin Brent Reiber |
| P. Reimer K. Hospelt M. Wolf P. Reimer | Szétlövés     | J. Immonen M. Koivu M. Granlund M. Koivu      |                             | Játékvezetők: Konsztantyin Olenyin Brent Reiber |
| 8 perc | Büntetések    | 6 perc                                        |                             | Játékvezetők: Konsztantyin Olenyin Brent Reiber |
| 21 | Lövések       | 50                                            |                             | Játékvezetők: Konsztantyin Olenyin Brent Reiber |
| | 0–1           | 00:13 – T. Ruutu (M. Koivu, S. Lepistö)       |                             | Játékvezetők: Konsztantyin Olenyin Brent Reiber |
| A. Rankel (M. Wolf, K. Hospelt) – 14:45 | 1–1           |                                               |                             | Játékvezetők: Konsztantyin Olenyin Brent Reiber |
| F. Schütz (P. Gogulla, F. Mauer) – 26:28 | 2–1           |                                               |                             |                                                 |
| K. Hospelt (K. Lavallée, N. Goc) – 27:32 | 3–1           |                                               |                             |                                                 |
| | 3–2           | 31:39 – J. Pesonen (M. Granlund, P. Puistola) |                             |                                                 |
| | 3–3           | 38:07 – J. Immonen (J. Pesonen, J. Niskala)   |                             |                                                 |
| P. Reimer (C. Braun, M. Müller) – 39:03 | 4–3           |                                               |                             |                                                 |
| | 4–4           | 54:12 – T. Ruutu (J. Pesonen, S. Lepistö)     |                             |                                                 |

| 2011. május 6. 20:15 | Csehország | 3–2 (1–0, 0–1, 2–1) | Szlovákia | Orange Arena, Pozsony Nézőszám: 9313 |

| Jegyzőkönyv | Jegyzőkönyv    | Jegyzőkönyv                                  | Jegyzőkönyv    | Jegyzőkönyv                                |
| --- | -------------- | -------------------------------------------- | -------------- | ------------------------------------------ |
| | Ondřej Pavelec | Kapusok                                      | Jaroslav Halák | Játékvezetők: Darcy Burchell Danny Kurmann |
| \| M. Židlický (P. Eliáš, J. Marek) (PP) – 17:48 \| 1–0 \| \| \| \| 1–1 \| 22:54 – L. Nagy (Ľ Višňovský, J. Stümpel) \| \| M. Havlát (P. Eliáš) – 41:06 \| 2–1 \| \| \| P. Eliáš (M. Havlát) – 44:28 \| 3–1 \| \| \| \| 3–2 \| 58:41 – T. Surový (B. Radivojevič, M. Cibák) \| |                |                                              |                | Játékvezetők: Darcy Burchell Danny Kurmann |
| 6 perc | Büntetések     | 4 perc                                       |                | Játékvezetők: Darcy Burchell Danny Kurmann |
| 37 | Lövések        | 22                                           |                | Játékvezetők: Darcy Burchell Danny Kurmann |
| M. Židlický (P. Eliáš, J. Marek) (PP) – 17:48 | 1–0            |                                              |                | Játékvezetők: Darcy Burchell Danny Kurmann |
| | 1–1            | 22:54 – L. Nagy (Ľ Višňovský, J. Stümpel)    |                | Játékvezetők: Darcy Burchell Danny Kurmann |
| M. Havlát (P. Eliáš) – 41:06 | 2–1            |                                              |                | Játékvezetők: Darcy Burchell Danny Kurmann |
| P. Eliáš (M. Havlát) – 44:28 | 3–1            |                                              |                |                                            |
| | 3–2            | 58:41 – T. Surový (B. Radivojevič, M. Cibák) |                |                                            |

| 2011. május 7. 16:15 | Dánia | 4–3 (sz.) (1–1, 1–1, 1–1) (h.u.: 0–0) (sz.: 1–0) | Németország | Orange Arena, Pozsony Nézőszám: 9299 |

| Jegyzőkönyv | Jegyzőkönyv       | Jegyzőkönyv                                 | Jegyzőkönyv   | Jegyzőkönyv                                   |
| --- | ----------------- | ------------------------------------------- | ------------- | --------------------------------------------- |
| | Frederik Andersen | Kapusok                                     | Dennis Endras | Játékvezetők: Vladimír Baluška Darcy Burchell |
| \| Ma.Bødker (M. Christensen, J. Jakobsen) (PP) – 08:09 \| 1–0 \| \| \| \| 1–1 \| 10:15 – J. Tripp (M. Müller, C. Ullmann) \| \| Mi. Bødker (J. Jakobsen, K. Jensen) – 21:39 \| 2–1 \| \| \| \| 2–2 \| 22:05 – A. Barta (M. Kink, P. Reimer) \| \| \| 2–3 \| 41:32 – K. Lavallée (F. Hördler, M. Müller) \| \| N.Hardt (M. Green, M. Madsen) – 57:33 \| 3–3 \| \| |                   |                                             |               | Játékvezetők: Vladimír Baluška Darcy Burchell |
| M. Madsen M. Christensen Mi. Bødker | Szétlövés         | M. Müller P. Reimer M. Wolf                 |               | Játékvezetők: Vladimír Baluška Darcy Burchell |
| 12 perc | Büntetések        | 8 perc                                      |               | Játékvezetők: Vladimír Baluška Darcy Burchell |
| 22 | Lövések           | 33                                          |               | Játékvezetők: Vladimír Baluška Darcy Burchell |
| Ma.Bødker (M. Christensen, J. Jakobsen) (PP) – 08:09 | 1–0               |                                             |               | Játékvezetők: Vladimír Baluška Darcy Burchell |
| | 1–1               | 10:15 – J. Tripp (M. Müller, C. Ullmann)    |               | Játékvezetők: Vladimír Baluška Darcy Burchell |
| Mi. Bødker (J. Jakobsen, K. Jensen) – 21:39 | 2–1               |                                             |               |                                               |
| | 2–2               | 22:05 – A. Barta (M. Kink, P. Reimer)       |               |                                               |
| | 2–3               | 41:32 – K. Lavallée (F. Hördler, M. Müller) |               |                                               |
| N.Hardt (M. Green, M. Madsen) – 57:33 | 3–3               |                                             |               |                                               |

| 2011. május 7. 20:15 | Finnország | 2–1 (0–1, 0–0, 2–0) | Szlovákia | Orange Arena, Pozsony Nézőszám: 9321 |

| Jegyzőkönyv | Jegyzőkönyv   | Jegyzőkönyv                                      | Jegyzőkönyv    | Jegyzőkönyv                              |
| --- | ------------- | ------------------------------------------------ | -------------- | ---------------------------------------- |
| | Petri Vehanen | Kapusok                                          | Jaroslav Halák | Játékvezetők: Danny Kurmann Brent Reiber |
| \| \| 0–1 \| 16:21 – M. Gáborík (M. Handzuš, P. Demitra) (PP) \| \| T. Ruutu (M. Koivu) – 47:17 \| 1–1 \| \| \| T. Ruutu (A. Salmela, M. Pyörälä) – 50:26 \| 2–1 \| \| |               |                                                  |                | Játékvezetők: Danny Kurmann Brent Reiber |
| 8 perc | Büntetések    | 6 perc                                           |                | Játékvezetők: Danny Kurmann Brent Reiber |
| 35 | Lövések       | 28                                               |                | Játékvezetők: Danny Kurmann Brent Reiber |
| | 0–1           | 16:21 – M. Gáborík (M. Handzuš, P. Demitra) (PP) |                | Játékvezetők: Danny Kurmann Brent Reiber |
| T. Ruutu (M. Koivu) – 47:17 | 1–1           |                                                  |                | Játékvezetők: Danny Kurmann Brent Reiber |
| T. Ruutu (A. Salmela, M. Pyörälä) – 50:26 | 2–1           |                                                  |                | Játékvezetők: Danny Kurmann Brent Reiber |

| 2011. május 8. 16:15 | Csehország | 3–2 (2–0, 0–1, 1–1) | Oroszország | Orange Arena, Pozsony Nézőszám: 9308 |

| Jegyzőkönyv | Jegyzőkönyv    | Jegyzőkönyv                                            | Jegyzőkönyv        | Jegyzőkönyv                              |
| --- | -------------- | ------------------------------------------------------ | ------------------ | ---------------------------------------- |
| | Ondřej Pavelec | Kapusok                                                | Konstantin Barulin | Játékvezetők: Brent Reiber Thomas Sterns |
| \| J. Voráček (T. Rolinek, M. Škoula) – 14:01 \| 1–0 \| \| \| J. Jágr (T. Plekanec) – 15:52 \| 2–0 \| \| \| \| 2–1 \| 31:50 – A. Tereshchenko (V. Atyushov, A. Radulov) (PP) \| \| T. Plekanec (PS) – 43:27 \| 3–1 \| \| \| \| 3–2 \| 55:04 – D. Zaripov (D. Kalinin, S. Zinovjev) \| |                |                                                        |                    | Játékvezetők: Brent Reiber Thomas Sterns |
| 8 perc | Büntetések     | 16 perc                                                |                    | Játékvezetők: Brent Reiber Thomas Sterns |
| 33 | Lövések        | 26                                                     |                    | Játékvezetők: Brent Reiber Thomas Sterns |
| J. Voráček (T. Rolinek, M. Škoula) – 14:01 | 1–0            |                                                        |                    | Játékvezetők: Brent Reiber Thomas Sterns |
| J. Jágr (T. Plekanec) – 15:52 | 2–0            |                                                        |                    | Játékvezetők: Brent Reiber Thomas Sterns |
| | 2–1            | 31:50 – A. Tereshchenko (V. Atyushov, A. Radulov) (PP) |                    | Játékvezetők: Brent Reiber Thomas Sterns |
| T. Plekanec (PS) – 43:27 | 3–1            |                                                        |                    |                                          |
| | 3–2            | 55:04 – D. Zaripov (D. Kalinin, S. Zinovjev)           |                    |                                          |

| 2011. május 9. 12:15 | Szlovákia | 4–1 (2–1, 0–0, 2–0) | Dánia | Orange Arena, Pozsony Nézőszám: 9307 |

| Jegyzőkönyv | Jegyzőkönyv    | Jegyzőkönyv                                     | Jegyzőkönyv       | Jegyzőkönyv                                   |
| --- | -------------- | ----------------------------------------------- | ----------------- | --------------------------------------------- |
| | Jaroslav Halák | Kapusok                                         | Patrick Galbraith | Játékvezetők: Konstantin Olenin Thomas Sterns |
| \| \| 0–1 \| 04:09 – M. Christensen (M. Bødker, J. Jakobsen) \| \| J. Stümpel (M. Jurčina, M. Šatan) – 10:10 \| 1–1 \| \| \| M. Šatan (Š Ružička, I. Majeský) – 15:52 \| 2–1 \| \| \| M. Hossa (M. Gáborík, J. Halák) (PP) – 40:32 \| 3–1 \| \| \| R. Zedník (M. Handzuš, D. Graňák) – 50:05 \| 4–1 \| \| |                |                                                 |                   | Játékvezetők: Konstantin Olenin Thomas Sterns |
| 16 perc | Büntetések     | 10 perc                                         |                   | Játékvezetők: Konstantin Olenin Thomas Sterns |
| 43 | Lövések        | 18                                              |                   | Játékvezetők: Konstantin Olenin Thomas Sterns |
| | 0–1            | 04:09 – M. Christensen (M. Bødker, J. Jakobsen) |                   | Játékvezetők: Konstantin Olenin Thomas Sterns |
| J. Stümpel (M. Jurčina, M. Šatan) – 10:10 | 1–1            |                                                 |                   | Játékvezetők: Konstantin Olenin Thomas Sterns |
| M. Šatan (Š Ružička, I. Majeský) – 15:52 | 2–1            |                                                 |                   | Játékvezetők: Konstantin Olenin Thomas Sterns |
| M. Hossa (M. Gáborík, J. Halák) (PP) – 40:32 | 3–1            |                                                 |                   |                                               |
| R. Zedník (M. Handzuš, D. Graňák) – 50:05 | 4–1            |                                                 |                   |                                               |

| 2011. május 9. 16:15 | Oroszország | 2–3 (sz.) (2–0, 0–2, 0–0) (h.u.: 0–0) (sz.: 0–1) | Finnország | Orange Arena, Pozsony Nézőszám: 9292 |

| Jegyzőkönyv | Jegyzőkönyv        | Jegyzőkönyv                                | Jegyzőkönyv                 | Jegyzőkönyv                                  |
| --- | ------------------ | ------------------------------------------ | --------------------------- | -------------------------------------------- |
| | Konstantin Barulin | Kapusok                                    | Petri Vehanen Teemu Lassila | Játékvezetők: Danny Kurmann Christer Lärking |
| \| N. Kulemin(D. Kulikov , E.Artyukhin) – 04:26 \| 1–0 \| \| \| I.Nikulin (D.Zaripov, A. Morozov) – 04:37 \| 2–0 \| \| \| \| 2–1 \| 26:59 – M. Koivu (P. Puistola, M. Pyörälä) \| \| \| 2–2 \| 36:39 – J. Niskala (J. Immonen) \| |                    |                                            |                             | Játékvezetők: Danny Kurmann Christer Lärking |
| I. Kovalchuk A. Morozov | Szétlövés          | J. Immonen M. Koivu                        |                             | Játékvezetők: Danny Kurmann Christer Lärking |
| 12 perc | Büntetések         | 32 perc                                    |                             | Játékvezetők: Danny Kurmann Christer Lärking |
| 35 | Lövések            | 12                                         |                             | Játékvezetők: Danny Kurmann Christer Lärking |
| N. Kulemin(D. Kulikov , E.Artyukhin) – 04:26 | 1–0                |                                            |                             | Játékvezetők: Danny Kurmann Christer Lärking |
| I.Nikulin (D.Zaripov, A. Morozov) – 04:37 | 2–0                |                                            |                             | Játékvezetők: Danny Kurmann Christer Lärking |
| | 2–1                | 26:59 – M. Koivu (P. Puistola, M. Pyörälä) |                             |                                              |
| | 2–2                | 36:39 – J. Niskala (J. Immonen)            |                             |                                              |

| 2011. május 9. 20:15 | Németország | 2–5 (1–2, 0–3, 1–0) | Csehország | Orange Arena, Pozsony Nézőszám: 9305 |

| Jegyzőkönyv | Jegyzőkönyv   | Jegyzőkönyv                                     | Jegyzőkönyv    | Jegyzőkönyv                                  |
| --- | ------------- | ----------------------------------------------- | -------------- | -------------------------------------------- |
| | Dennis Endras | Kapusok                                         | Jakub Štěpanek | Játékvezetők: Vladimír Baluška Sören Persson |
| \| \| 0–1 \| 00:51 – T. Plekanec (J. Jágr) \| \| J. Tripp (K. Lavallée, F. Hördler) – 01:49 \| 1–1 \| \| \| \| 1–2 \| 10:38 – M. Frolík (J. Novotný, P. Hubáček) \| \| \| 1–3 \| 22:47 – K. Rachůnek (J. Jágr, R. Červenka) (PP) \| \| \| 1–4 \| 35:34 – T. Plekanec (J. Jágr, R. Červenka) (PP) \| \| \| 1–5 \| 36:58 – P. Eliáš (P. Průcha, M. Havlát) \| \| T. Greilinger (PP) – 58:26 \| 2–5 \| \| |               |                                                 |                | Játékvezetők: Vladimír Baluška Sören Persson |
| 10 perc | Büntetések    | 22 perc                                         |                | Játékvezetők: Vladimír Baluška Sören Persson |
| 42 | Lövések       | 8                                               |                | Játékvezetők: Vladimír Baluška Sören Persson |
| | 0–1           | 00:51 – T. Plekanec (J. Jágr)                   |                | Játékvezetők: Vladimír Baluška Sören Persson |
| J. Tripp (K. Lavallée, F. Hördler) – 01:49 | 1–1           |                                                 |                | Játékvezetők: Vladimír Baluška Sören Persson |
| | 1–2           | 10:38 – M. Frolík (J. Novotný, P. Hubáček)      |                | Játékvezetők: Vladimír Baluška Sören Persson |
| | 1–3           | 22:47 – K. Rachůnek (J. Jágr, R. Červenka) (PP) |                |                                              |
| | 1–4           | 35:34 – T. Plekanec (J. Jágr, R. Červenka) (PP) |                |                                              |
| | 1–5           | 36:58 – P. Eliáš (P. Průcha, M. Havlát)         |                |                                              |
| T. Greilinger (PP) – 58:26 | 2–5           |                                                 |                |                                              |

### F csoport
| Csapat           | M | Gy | HGy | HV | V | G+ | G- | Gk  | P  |
| ---------------- | - | -- | --- | -- | - | -- | -- | --- | -- |
| Kanada           | 5 | 3  | 2   | 0  | 0 | 23 | 11 | +12 | 13 |
| Svédország       | 5 | 3  | 0   | 1  | 1 | 18 | 10 | +8  | 10 |
| Norvégia         | 5 | 2  | 1   | 0  | 2 | 17 | 15 | +2  | 8  |
| Egyesült Államok | 5 | 2  | 0   | 1  | 2 | 15 | 19 | −4  | 7  |
| Svájc            | 5 | 1  | 1   | 1  | 2 | 11 | 12 | −1  | 6  |
| Franciaország    | 5 | 0  | 0   | 1  | 4 | 5  | 22 | −17 | 1  |

| 2011. május 5. 20:15 | Svájc | 2–3 (0–2, 1–0, 1–1) | Norvégia | Steel Aréna, Kassa Nézőszám: 2820 |

| Jegyzőkönyv | Jegyzőkönyv    | Jegyzőkönyv                                   | Jegyzőkönyv | Jegyzőkönyv                              |
| --- | -------------- | --------------------------------------------- | ----------- | ---------------------------------------- |
| | Tobias Stephan | Kapusok                                       | Lars Haugen | Játékvezetők: Eduards Odiņš Peter Ország |
| \| \| 0–1 \| 08:47 – J. Holøs (A. Bonsaksen, M. Olimb) \| \| \| 0–2 \| 19:55 – P-Å Skrøder (J. Holøs, M. Olimb) (PP) \| \| T. Monnet (J. Sprunger, M. Seger) (PP) – 28:35 \| 1–2 \| \| \| \| 1–3 \| 42:48 – K. Forsberg (M. Holtet) \| \| R. Diaz (I. Rüthemann) (PP) – 47:19 \| 2–3 \| \| |                |                                               |             | Játékvezetők: Eduards Odiņš Peter Ország |
| 8 perc | Büntetések     | 25 perc                                       |             | Játékvezetők: Eduards Odiņš Peter Ország |
| 41 | Lövések        | 14                                            |             | Játékvezetők: Eduards Odiņš Peter Ország |
| | 0–1            | 08:47 – J. Holøs (A. Bonsaksen, M. Olimb)     |             | Játékvezetők: Eduards Odiņš Peter Ország |
| | 0–2            | 19:55 – P-Å Skrøder (J. Holøs, M. Olimb) (PP) |             | Játékvezetők: Eduards Odiņš Peter Ország |
| T. Monnet (J. Sprunger, M. Seger) (PP) – 28:35 | 1–2            |                                               |             | Játékvezetők: Eduards Odiņš Peter Ország |
| | 1–3            | 42:48 – K. Forsberg (M. Holtet)               |             |                                          |
| R. Diaz (I. Rüthemann) (PP) – 47:19 | 2–3            |                                               |             |                                          |

| 2011. május 6. 16:15 | Kanada | 4–3 (sz.) (0–0, 1–2, 2–1) (h.u.: 0–0) (sz.: 1–0) | Egyesült Államok | Steel Aréna, Kassa Nézőszám: 7485 |

| Jegyzőkönyv | Jegyzőkönyv  | Jegyzőkönyv                                 | Jegyzőkönyv | Jegyzőkönyv                                   |
| --- | ------------ | ------------------------------------------- | ----------- | --------------------------------------------- |
| | James Reimer | Kapusok                                     | Ty Conklin  | Játékvezetők: Sami Partanen Daniel Piechaczek |
| \| \| 0–1 \| 24:13 – M. Komisarek (C. Smith, T. Conklin) \| \| B. Burns (A. Pietrangelo) – 27:20 \| 1–1 \| \| \| \| 1–2 \| 33:47 – J. Johnson (B. Wheeler, Y. Stastny) \| \| J. Tavares (C. Stewart, M-A. Gragnani) – 43:27 \| 2–2 \| \| \| J. Spezza (J. Tavares, B. Burns) (PP) – 45:22 \| 3–2 \| \| \| \| 3–3 \| 51:17 – D. Stepan (B. Wheeler) (PP) \| |              |                                             |             | Játékvezetők: Sami Partanen Daniel Piechaczek |
| J. Eberle R. Nash | Szétlövés    | J. Johnson B. Wheeler                       |             | Játékvezetők: Sami Partanen Daniel Piechaczek |
| 8 perc | Büntetések   | 20 perc                                     |             | Játékvezetők: Sami Partanen Daniel Piechaczek |
| 52 | Lövések      | 14                                          |             | Játékvezetők: Sami Partanen Daniel Piechaczek |
| | 0–1          | 24:13 – M. Komisarek (C. Smith, T. Conklin) |             | Játékvezetők: Sami Partanen Daniel Piechaczek |
| B. Burns (A. Pietrangelo) – 27:20 | 1–1          |                                             |             | Játékvezetők: Sami Partanen Daniel Piechaczek |
| | 1–2          | 33:47 – J. Johnson (B. Wheeler, Y. Stastny) |             |                                               |
| J. Tavares (C. Stewart, M-A. Gragnani) – 43:27 | 2–2          |                                             |             |                                               |
| J. Spezza (J. Tavares, B. Burns) (PP) – 45:22 | 3–2          |                                             |             |                                               |
| | 3–3          | 51:17 – D. Stepan (B. Wheeler) (PP)         |             |                                               |

| 2011. május 6. 20:15 | Svédország | 4–0 (3–0, 0–0, 1–0) | Franciaország | Steel Aréna, Kassa Nézőszám: 4761 |

| Jegyzőkönyv | Jegyzőkönyv  | Jegyzőkönyv | Jegyzőkönyv                   | Jegyzőkönyv                              |
| --- | ------------ | ----------- | ----------------------------- | ---------------------------------------- |
| | Viktor Fasth | Kapusok     | Cristobal Huet Fabrice Lhenry | Játékvezetők: Jyri Rönn Vladimír Šindler |
| \| R. Nilsson (D. Fernholm, T. Erixon) – 04:34 \| 1–0 \| \| \| O. Ekman-Larsson (S. Kronwall) (PP) – 13:51 \| 2–0 \| \| \| P. Berglund (M. Pääjärvi-Svensson, C. Gunnarsson) – 15:39 \| 3–0 \| \| \| S. Kronwall (O. Ekman-Larsson, M. Backlund) – 45:34 \| 4–0 \| \| |              |             |                               | Játékvezetők: Jyri Rönn Vladimír Šindler |
| 10 perc | Büntetések   | 29 perc     |                               | Játékvezetők: Jyri Rönn Vladimír Šindler |
| 58 | Lövések      | 22          |                               | Játékvezetők: Jyri Rönn Vladimír Šindler |
| R. Nilsson (D. Fernholm, T. Erixon) – 04:34 | 1–0          |             |                               | Játékvezetők: Jyri Rönn Vladimír Šindler |
| O. Ekman-Larsson (S. Kronwall) (PP) – 13:51 | 2–0          |             |                               | Játékvezetők: Jyri Rönn Vladimír Šindler |
| P. Berglund (M. Pääjärvi-Svensson, C. Gunnarsson) – 15:39 | 3–0          |             |                               | Játékvezetők: Jyri Rönn Vladimír Šindler |
| S. Kronwall (O. Ekman-Larsson, M. Backlund) – 45:34 | 4–0          |             |                               |                                          |

| 2011. május 7. 16:15 | Norvégia | 2–3 (0–1, 0–1, 2–1) | Kanada | Steel Aréna, Kassa Nézőszám: 4978 |

| Jegyzőkönyv | Jegyzőkönyv | Jegyzőkönyv                          | Jegyzőkönyv      | Jegyzőkönyv                              |
| --- | ----------- | ------------------------------------ | ---------------- | ---------------------------------------- |
| | Lars Haugen | Kapusok                              | Jonathan Bernier | Játékvezetők: Jyri Rönn Vladimír Šindler |
| \| \| 0–1 \| 15:26 – J. Spezza (R. Nash, J. Neal) \| \| \| 0–2 \| 30:15 – J. Tavares \| \| \| 0–3 \| 49:02 – J. Neal (R. Nash, J. Spezza) \| \| K. A. Olimb (M. Røymark) – 51:36 \| 1–3 \| \| \| M. Holtet (O.-K. Tollefsen) – 52:49 \| 2–3 \| \| |             |                                      |                  | Játékvezetők: Jyri Rönn Vladimír Šindler |
| 6 perc | Büntetések  | 43 perc                              |                  | Játékvezetők: Jyri Rönn Vladimír Šindler |
| 27 | Lövések     | 14                                   |                  | Játékvezetők: Jyri Rönn Vladimír Šindler |
| | 0–1         | 15:26 – J. Spezza (R. Nash, J. Neal) |                  | Játékvezetők: Jyri Rönn Vladimír Šindler |
| | 0–2         | 30:15 – J. Tavares                   |                  | Játékvezetők: Jyri Rönn Vladimír Šindler |
| | 0–3         | 49:02 – J. Neal (R. Nash, J. Spezza) |                  | Játékvezetők: Jyri Rönn Vladimír Šindler |
| K. A. Olimb (M. Røymark) – 51:36 | 1–3         |                                      |                  |                                          |
| M. Holtet (O.-K. Tollefsen) – 52:49 | 2–3         |                                      |                  |                                          |

| 2011. május 7. 20:15 | Egyesült Államok | 3–2 (1–1, 2–0, 0–1) | Franciaország | Steel Aréna, Kassa Nézőszám: 3101 |

| Jegyzőkönyv | Jegyzőkönyv | Jegyzőkönyv                           | Jegyzőkönyv    | Jegyzőkönyv                              |
| --- | ----------- | ------------------------------------- | -------------- | ---------------------------------------- |
| | Ty Conklin  | Kapusok                               | Cristobal Huet | Játékvezetők: Eduards Odiņš Peter Ország |
| \| \| 0–1 \| 05:25 – S. Treille \| \| D. Stepan (B. Wheeler) – 16:06 \| 1–1 \| \| \| M. Stuart (C. Porter, P. Gaustad) – 21:16 \| 2–1 \| \| \| C. Kreider (A. Miele) (PP) – 25:24 \| 3–1 \| \| \| \| 3–2 \| 55:30 – L. Meunier (K. Hecquefeuille) \| |             |                                       |                | Játékvezetők: Eduards Odiņš Peter Ország |
| 20 perc | Büntetések  | 22 perc                               |                | Játékvezetők: Eduards Odiņš Peter Ország |
| 38 | Lövések     | 22                                    |                | Játékvezetők: Eduards Odiņš Peter Ország |
| | 0–1         | 05:25 – S. Treille                    |                | Játékvezetők: Eduards Odiņš Peter Ország |
| D. Stepan (B. Wheeler) – 16:06 | 1–1         |                                       |                | Játékvezetők: Eduards Odiņš Peter Ország |
| M. Stuart (C. Porter, P. Gaustad) – 21:16 | 2–1         |                                       |                | Játékvezetők: Eduards Odiņš Peter Ország |
| C. Kreider (A. Miele) (PP) – 25:24 | 3–1         |                                       |                |                                          |
| | 3–2         | 55:30 – L. Meunier (K. Hecquefeuille) |                |                                          |

| 2011. május 8. 16:15 | Svédország | 2–0 (0–0, 0–0, 2–0) | Svájc | Steel Aréna, Kassa Nézőszám: 5941 |

| Jegyzőkönyv                                                                                 | Jegyzőkönyv  | Jegyzőkönyv | Jegyzőkönyv     | Jegyzőkönyv                                    |
| ------------------------------------------------------------------------------------------- | ------------ | ----------- | --------------- | ---------------------------------------------- |
|                                                                                             | Viktor Fasth | Kapusok     | Leonardo Genoni | Játékvezetők: Vyacheslav Bulanov Eduards Odiņš |
| \| M. Backlund (S. Kronwall) – 47:47 \| 1–0 \| \| \| M. Backlund (ENG) – 59:28 \| 2–0 \| \| |              |             |                 | Játékvezetők: Vyacheslav Bulanov Eduards Odiņš |
| 10 perc                                                                                     | Büntetések   | 31 perc     |                 | Játékvezetők: Vyacheslav Bulanov Eduards Odiņš |
| 34                                                                                          | Lövések      | 14          |                 | Játékvezetők: Vyacheslav Bulanov Eduards Odiņš |
| M. Backlund (S. Kronwall) – 47:47                                                           | 1–0          |             |                 | Játékvezetők: Vyacheslav Bulanov Eduards Odiņš |
| M. Backlund (ENG) – 59:28                                                                   | 2–0          |             |                 | Játékvezetők: Vyacheslav Bulanov Eduards Odiņš |

| 2011. május 9. 12:15 | Franciaország | 2–5 (1–3, 1–1, 0–1) | Norvégia | Steel Aréna, Kassa Nézőszám: 3178 |

| Jegyzőkönyv | Jegyzőkönyv    | Jegyzőkönyv                                    | Jegyzőkönyv | Jegyzőkönyv                                      |
| --- | -------------- | ---------------------------------------------- | ----------- | ------------------------------------------------ |
| | Cristobal Huet | Kapusok                                        | Lars Haugen | Játékvezetők: Vyacheslav Bulanov Antonín Jeřábek |
| \| \| 0–1 \| 03:26 – P-Å Skrøder (M. Røymark, M. Ask) (PP) \| \| \| 0–2 \| 03:52 – M. Holtet (K. A. Olimb, J. Holøs) \| \| D. Fleury (D. Raux, J. Desrosiers) – 10:57 \| 1–2 \| \| \| \| 1–3 \| 17:50 – M. Holtet \| \| L. Meunier (K. Hecquefeuille, P-É Bellemare) (SH) – 31:20 \| 2–3 \| \| \| \| 2–4 \| 35:19 – M. Holtet (P-Å Skrøder, J. Holøs) (PP) \| \| \| 2–5 \| 52:26 – M. Holtet (A. Bonsaksen) \| |                |                                                |             | Játékvezetők: Vyacheslav Bulanov Antonín Jeřábek |
| 32 perc | Büntetések     | 8 perc                                         |             | Játékvezetők: Vyacheslav Bulanov Antonín Jeřábek |
| 19 | Lövések        | 37                                             |             | Játékvezetők: Vyacheslav Bulanov Antonín Jeřábek |
| | 0–1            | 03:26 – P-Å Skrøder (M. Røymark, M. Ask) (PP)  |             | Játékvezetők: Vyacheslav Bulanov Antonín Jeřábek |
| | 0–2            | 03:52 – M. Holtet (K. A. Olimb, J. Holøs)      |             | Játékvezetők: Vyacheslav Bulanov Antonín Jeřábek |
| D. Fleury (D. Raux, J. Desrosiers) – 10:57 | 1–2            |                                                |             | Játékvezetők: Vyacheslav Bulanov Antonín Jeřábek |
| | 1–3            | 17:50 – M. Holtet                              |             |                                                  |
| L. Meunier (K. Hecquefeuille, P-É Bellemare) (SH) – 31:20 | 2–3            |                                                |             |                                                  |
| | 2–4            | 35:19 – M. Holtet (P-Å Skrøder, J. Holøs) (PP) |             |                                                  |
| | 2–5            | 52:26 – M. Holtet (A. Bonsaksen)               |             |                                                  |

| 2011. május 9. 16:15 | Svájc | 5–3 (2–1, 2–1, 1–1) | Egyesült Államok | Steel Aréna, Kassa Nézőszám: 4939 |

| Jegyzőkönyv | Jegyzőkönyv    | Jegyzőkönyv                                    | Jegyzőkönyv           | Jegyzőkönyv                              |
| --- | -------------- | ---------------------------------------------- | --------------------- | ---------------------------------------- |
| | Tobias Stephan | Kapusok                                        | Ty Conklin Al Montoya | Játékvezetők: Jyri Rönn Vladimír Šindler |
| \| \| 0–1 \| 11:01 – C. Smith (C. Wilson, K. Shattenkirk) \| \| K. Lotscher (M. Trachsler, S. Moser) – 11:35 \| 1–1 \| \| \| R. Diaz (M. Plüss, I. Rüthemann) – 14:10 \| 2–1 \| \| \| I. Rüthemann (M. Bieber, M. Plüss) – 21:06 \| 3–1 \| \| \| \| 3–2 \| 26:09 – R. Shannon (A. Miele) \| \| K. Lotscher – 31:00 \| 4–2 \| \| \| \| 4–3 \| 58:17 – J. van Riemsdyk (C. Fowler, D. Stepan) \| \| R. Gardner (M. Plüss, M. Trachsler) (ENG) – 59:43 \| 5–3 \| \| |                |                                                |                       | Játékvezetők: Jyri Rönn Vladimír Šindler |
| 6 perc | Büntetések     | 34 perc                                        |                       | Játékvezetők: Jyri Rönn Vladimír Šindler |
| 29 | Lövések        | 4                                              |                       | Játékvezetők: Jyri Rönn Vladimír Šindler |
| | 0–1            | 11:01 – C. Smith (C. Wilson, K. Shattenkirk)   |                       | Játékvezetők: Jyri Rönn Vladimír Šindler |
| K. Lotscher (M. Trachsler, S. Moser) – 11:35 | 1–1            |                                                |                       | Játékvezetők: Jyri Rönn Vladimír Šindler |
| R. Diaz (M. Plüss, I. Rüthemann) – 14:10 | 2–1            |                                                |                       | Játékvezetők: Jyri Rönn Vladimír Šindler |
| I. Rüthemann (M. Bieber, M. Plüss) – 21:06 | 3–1            |                                                |                       |                                          |
| | 3–2            | 26:09 – R. Shannon (A. Miele)                  |                       |                                          |
| K. Lotscher – 31:00 | 4–2            |                                                |                       |                                          |
| | 4–3            | 58:17 – J. van Riemsdyk (C. Fowler, D. Stepan) |                       |                                          |
| R. Gardner (M. Plüss, M. Trachsler) (ENG) – 59:43 | 5–3            |                                                |                       |                                          |

| 2011. május 9. 20:15 | Kanada | 3–2 (2–1, 0–1, 1–0) | Svédország | Steel Aréna, Kassa Nézőszám: 7633 |

| Jegyzőkönyv | Jegyzőkönyv      | Jegyzőkönyv                                                    | Jegyzőkönyv  | Jegyzőkönyv                                   |
| --- | ---------------- | -------------------------------------------------------------- | ------------ | --------------------------------------------- |
| | Jonathan Bernier | Kapusok                                                        | Erik Ersberg | Játékvezetők: Sami Partanen Daniel Piechaczek |
| \| J. Neal (J. Spezza) – 01:08 \| 1–0 \| \| \| \| 1–1 \| 03:43 – D. Petrasek (C. Gunnarsson, M. Pääjärvi-Svensson) (PP) \| \| J. Tavares (J. Skinner, C. Stewart) – 13:20 \| 2–1 \| \| \| \| 2–2 \| 30:38 – M. Tedenby (J. Silfverberg, M. Krüger) (PP) \| \| R. Nash (B. Burns, J. Neal) (PP) – 52:31 \| 3-2 \| \| |                  |                                                                |              | Játékvezetők: Sami Partanen Daniel Piechaczek |
| 14 perc | Büntetések       | 25 perc                                                        |              | Játékvezetők: Sami Partanen Daniel Piechaczek |
| 43 | Lövések          | 16                                                             |              | Játékvezetők: Sami Partanen Daniel Piechaczek |
| J. Neal (J. Spezza) – 01:08 | 1–0              |                                                                |              | Játékvezetők: Sami Partanen Daniel Piechaczek |
| | 1–1              | 03:43 – D. Petrasek (C. Gunnarsson, M. Pääjärvi-Svensson) (PP) |              | Játékvezetők: Sami Partanen Daniel Piechaczek |
| J. Tavares (J. Skinner, C. Stewart) – 13:20 | 2–1              |                                                                |              | Játékvezetők: Sami Partanen Daniel Piechaczek |
| | 2–2              | 30:38 – M. Tedenby (J. Silfverberg, M. Krüger) (PP)            |              |                                               |
| R. Nash (B. Burns, J. Neal) (PP) – 52:31 | 3-2              |                                                                |              |                                               |

## Alsóházi rájátszás

### G csoport
A csoportkör utolsó helyezettjei játszottak a főcsoportban maradásért.
| A 2012-es jégkorong-világbajnokság résztvevője. |
| A 2012-es divízió I-es világbajnokságra került. |

| Csapat           | M | Gy | HGy | HV | V | G+ | G- | Gk | P |
| ---------------- | - | -- | --- | -- | - | -- | -- | -- | - |
| Lettország       | 3 | 2  | 0   | 0  | 1 | 12 | 9  | +3 | 6 |
| Fehéroroszország | 3 | 2  | 0   | 0  | 1 | 17 | 9  | +8 | 6 |
| Ausztria         | 3 | 1  | 0   | 0  | 2 | 6  | 13 | −7 | 3 |
| Szlovénia        | 3 | 1  | 0   | 0  | 2 | 8  | 12 | −4 | 3 |

| 2011. május 5. 16:15 | Szlovénia | 5–2 (0–0, 3–0, 2–2) | Lettország | Orange Arena, Pozsony Nézőszám: 7467 |

| Jegyzőkönyv | Jegyzőkönyv    | Jegyzőkönyv                                   | Jegyzőkönyv                      | Jegyzőkönyv                                  |
| --- | -------------- | --------------------------------------------- | -------------------------------- | -------------------------------------------- |
| | Robert Kristan | Kapusok                                       | Edgars Masaļskis Martins Raitums | Játékvezetők: Christer Lärking Thomas Sterns |
| \| R. Tičar (Z. Jeglič, M. Robar) (PP) – 27:59 \| 1–0 \| \| \| T. Razingar (M. Rodman, D. Rodman) – 33:55 \| 2–0 \| \| \| T. Razingar (M. Rodman, D. Rodman) – 39:11 \| 3–0 \| \| \| R. Tičar (R. Sabolič) – 40:54 \| 4–0 \| \| \| R. Pajič (B. Goličič) – 41:27 \| 5–0 \| \| \| \| 5–1 \| 51:33 – M. Cipulis (J. Rēdlihs, J. Andersons) \| \| \| 5–2 \| 59:59 – R. Bukarts (K. Sotnieks, G. Meija) \| |                |                                               |                                  | Játékvezetők: Christer Lärking Thomas Sterns |
| 12 perc | Büntetések     | 31 perc                                       |                                  | Játékvezetők: Christer Lärking Thomas Sterns |
| 35 | Lövések        | 37                                            |                                  | Játékvezetők: Christer Lärking Thomas Sterns |
| R. Tičar (Z. Jeglič, M. Robar) (PP) – 27:59 | 1–0            |                                               |                                  | Játékvezetők: Christer Lärking Thomas Sterns |
| T. Razingar (M. Rodman, D. Rodman) – 33:55 | 2–0            |                                               |                                  | Játékvezetők: Christer Lärking Thomas Sterns |
| T. Razingar (M. Rodman, D. Rodman) – 39:11 | 3–0            |                                               |                                  | Játékvezetők: Christer Lärking Thomas Sterns |
| R. Tičar (R. Sabolič) – 40:54 | 4–0            |                                               |                                  |                                              |
| R. Pajič (B. Goličič) – 41:27 | 5–0            |                                               |                                  |                                              |
| | 5–1            | 51:33 – M. Cipulis (J. Rēdlihs, J. Andersons) |                                  |                                              |
| | 5–2            | 59:59 – R. Bukarts (K. Sotnieks, G. Meija)    |                                  |                                              |

| 2011. május 5. 16:15 | Fehéroroszország | 7–2 (3–0, 2–0, 2–2) | Ausztria | Steel Aréna, Kassa Nézőszám: 4483 |

| Jegyzőkönyv | Jegyzőkönyv  | Jegyzőkönyv                                     | Jegyzőkönyv                    | Jegyzőkönyv                                      |
| --- | ------------ | ----------------------------------------------- | ------------------------------ | ------------------------------------------------ |
| | Andrei Mezin | Kapusok                                         | Jürgen Penker Fabian Weinhandl | Játékvezetők: Vyacheslav Bulanov Antonín Jeřábek |
| \| E. Kovyrshin (A. Kostitsyn, A. Kulakov) – 04:06 \| 1–0 \| \| \| M. Grabovski (D. Meleshko, N. Stasenko) – 17:17 \| 2–0 \| \| \| A. Kostitsyn (A. Kulakov, E. Kovyrshin) – 18:57 \| 3–0 \| \| \| A. Demkov – 30:17 \| 4–0 \| \| \| S. Demagin (SH) – 32:49 \| 5–0 \| \| \| \| 5–1 \| 40:47 – O. Setzinger (D. Werenka, T. Koch) (PP) \| \| D. Korobov (A. Kostitsyn, A. Stepanov) (PP2) – 42:53 \| 6–1 \| \| \| A. Kulakov (E. Kovyrshin) – 51:55 \| 7–1 \| \| \| \| 7–2 \| 53:29 – M. Schiechl (T. Hundertpfund) \| |              |                                                 |                                | Játékvezetők: Vyacheslav Bulanov Antonín Jeřábek |
| 12 perc | Büntetések   | 21 perc                                         |                                | Játékvezetők: Vyacheslav Bulanov Antonín Jeřábek |
| 30 | Lövések      | 18                                              |                                | Játékvezetők: Vyacheslav Bulanov Antonín Jeřábek |
| E. Kovyrshin (A. Kostitsyn, A. Kulakov) – 04:06 | 1–0          |                                                 |                                | Játékvezetők: Vyacheslav Bulanov Antonín Jeřábek |
| M. Grabovski (D. Meleshko, N. Stasenko) – 17:17 | 2–0          |                                                 |                                | Játékvezetők: Vyacheslav Bulanov Antonín Jeřábek |
| A. Kostitsyn (A. Kulakov, E. Kovyrshin) – 18:57 | 3–0          |                                                 |                                | Játékvezetők: Vyacheslav Bulanov Antonín Jeřábek |
| A. Demkov – 30:17 | 4–0          |                                                 |                                |                                                  |
| S. Demagin (SH) – 32:49 | 5–0          |                                                 |                                |                                                  |
| | 5–1          | 40:47 – O. Setzinger (D. Werenka, T. Koch) (PP) |                                |                                                  |
| D. Korobov (A. Kostitsyn, A. Stepanov) (PP2) – 42:53 | 6–1          |                                                 |                                |                                                  |
| A. Kulakov (E. Kovyrshin) – 51:55 | 7–1          |                                                 |                                |                                                  |
| | 7–2          | 53:29 – M. Schiechl (T. Hundertpfund)           |                                |                                                  |

| 2011. május 7. 12:15 | Ausztria | 3–2 (1–0, 1–2, 1–0) | Szlovénia | Orange Arena, Pozsony Nézőszám: 9033 |

| Jegyzőkönyv | Jegyzőkönyv      | Jegyzőkönyv                                | Jegyzőkönyv    | Jegyzőkönyv                                      |
| --- | ---------------- | ------------------------------------------ | -------------- | ------------------------------------------------ |
| | Fabian Weinhandl | Kapusok                                    | Robert Kristan | Játékvezetők: Christer Lärking Konstantin Olenin |
| \| G. Unterluggauer (T. Raffl, T. Koch) – 19:03 \| 1–0 \| \| \| T. Raffl (M. Peintner, M. Trattnig) – 24:15 \| 2–0 \| \| \| \| 2–1 \| 36:30 – T. Razingar (D. Rodman, M. Rodman) \| \| \| 2–2 \| 39:41 – D. Rodman (B. Gregorc, R. Kristan) \| \| R. Rotter (P. Lukas) – 45:52 \| 3–2 \| \| |                  |                                            |                | Játékvezetők: Christer Lärking Konstantin Olenin |
| 10 perc | Büntetések       | 33 perc                                    |                | Játékvezetők: Christer Lärking Konstantin Olenin |
| 37 | Lövések          | 14                                         |                | Játékvezetők: Christer Lärking Konstantin Olenin |
| G. Unterluggauer (T. Raffl, T. Koch) – 19:03 | 1–0              |                                            |                | Játékvezetők: Christer Lärking Konstantin Olenin |
| T. Raffl (M. Peintner, M. Trattnig) – 24:15 | 2–0              |                                            |                | Játékvezetők: Christer Lärking Konstantin Olenin |
| | 2–1              | 36:30 – T. Razingar (D. Rodman, M. Rodman) |                | Játékvezetők: Christer Lärking Konstantin Olenin |
| | 2–2              | 39:41 – D. Rodman (B. Gregorc, R. Kristan) |                |                                                  |
| R. Rotter (P. Lukas) – 45:52 | 3–2              |                                            |                |                                                  |

| 2011. május 7. 12:15 | Fehéroroszország | 3–6 (1–3, 1–1, 1–2) | Lettország | Steel Aréna, Kassa Nézőszám: 4976 |

| Jegyzőkönyv | Jegyzőkönyv  | Jegyzőkönyv                                    | Jegyzőkönyv      | Jegyzőkönyv                                   |
| --- | ------------ | ---------------------------------------------- | ---------------- | --------------------------------------------- |
| | Andrei Mezin | Kapusok                                        | Edgars Masaļskis | Játékvezetők: Sami Partanen Daniel Piechaczek |
| \| \| 0–1 \| 09:26 – M. Cipulis (A. Reķis, A. Ņiživijs) \| \| \| 0–2 \| 13:23 – G. Pujacs (A. Džeriņš, J. Rēdlihs) \| \| \| 0–3 \| 17:19 – G. Pujacs (M. Rēdlihs) \| \| V. Kostyuchenok (A. Kitarov, A. Demkov) – 19:31 \| 1–3 \| \| \| M. Grabovski (D. Korobov D. Meleshko) – 20:53 \| 2–3 \| \| \| \| 2–4 \| 36:17 – A. Ņiživijs (M. Cipulis, H. Vasiļjevs) \| \| \| 2–5 \| 49:44 – M. Cipulis (A. Ņiživijs, A. Reķis) \| \| \| 2–6 \| 57:29 – K. Saulietis (M. Rēdlihs, A. Džeriņš) \| \| D. Meleshko (A. Kostitsyn, A. Kulakov) – 59:50 \| 3–6 \| \| |              |                                                |                  | Játékvezetők: Sami Partanen Daniel Piechaczek |
| 16 perc | Büntetések   | 31 perc                                        |                  | Játékvezetők: Sami Partanen Daniel Piechaczek |
| 39 | Lövések      | 16                                             |                  | Játékvezetők: Sami Partanen Daniel Piechaczek |
| | 0–1          | 09:26 – M. Cipulis (A. Reķis, A. Ņiživijs)     |                  | Játékvezetők: Sami Partanen Daniel Piechaczek |
| | 0–2          | 13:23 – G. Pujacs (A. Džeriņš, J. Rēdlihs)     |                  | Játékvezetők: Sami Partanen Daniel Piechaczek |
| | 0–3          | 17:19 – G. Pujacs (M. Rēdlihs)                 |                  | Játékvezetők: Sami Partanen Daniel Piechaczek |
| V. Kostyuchenok (A. Kitarov, A. Demkov) – 19:31 | 1–3          |                                                |                  |                                               |
| M. Grabovski (D. Korobov D. Meleshko) – 20:53 | 2–3          |                                                |                  |                                               |
| | 2–4          | 36:17 – A. Ņiživijs (M. Cipulis, H. Vasiļjevs) |                  |                                               |
| | 2–5          | 49:44 – M. Cipulis (A. Ņiživijs, A. Reķis)     |                  |                                               |
| | 2–6          | 57:29 – K. Saulietis (M. Rēdlihs, A. Džeriņš)  |                  |                                               |
| D. Meleshko (A. Kostitsyn, A. Kulakov) – 59:50 | 3–6          |                                                |                  |                                               |

| 2011. május 8. 20:15 | Szlovénia | 1–7 (0–2, 1–3, 0–2) | Fehéroroszország | Orange Arena, Pozsony Nézőszám: 8708 |

| Jegyzőkönyv | Jegyzőkönyv                   | Jegyzőkönyv                                          | Jegyzőkönyv  | Jegyzőkönyv                                |
| --- | ----------------------------- | ---------------------------------------------------- | ------------ | ------------------------------------------ |
| | Robert Kristan Andrej Hočevar | Kapusok                                              | Andrei Mezin | Játékvezetők: Darcy Burchell Sören Persson |
| \| \| 0–1 \| 06:02 – S. Demagin (M. Grabovski, D. Meleshko \| \| \| 0–2 \| 07:23 – A. Kostitsyn (E. Kovyrshin, A. Kulakov) \| \| \| 0–3 \| 28:21 – A. Stepanov (A. Kitarov, A. Kostitsyn) (PP2) \| \| 31:51 – R. Sabolič (R. Pajič, Ž Jeglič) \| 1–3 \| \| \| \| 1–4 \| 35:52 – A. Mikhalev (A. Ugarov, V. Denisov) \| \| \| 1–5 \| 37:13 – A. Kostitsyn (A. Stepanov, A. Demkov) (PP) \| \| \| 1–6 \| 55:07 – A. Mikhalev (D. Korobov) (SH) \| \| \| 1–7 \| 56:13 – A. Mikhalev (M. Grabovski, D. Korobov) (PP) \| |                               |                                                      |              | Játékvezetők: Darcy Burchell Sören Persson |
| 14 perc | Büntetések                    | 39 perc                                              |              | Játékvezetők: Darcy Burchell Sören Persson |
| 24 | Lövések                       | 6                                                    |              | Játékvezetők: Darcy Burchell Sören Persson |
| | 0–1                           | 06:02 – S. Demagin (M. Grabovski, D. Meleshko        |              | Játékvezetők: Darcy Burchell Sören Persson |
| | 0–2                           | 07:23 – A. Kostitsyn (E. Kovyrshin, A. Kulakov)      |              | Játékvezetők: Darcy Burchell Sören Persson |
| | 0–3                           | 28:21 – A. Stepanov (A. Kitarov, A. Kostitsyn) (PP2) |              | Játékvezetők: Darcy Burchell Sören Persson |
| 31:51 – R. Sabolič (R. Pajič, Ž Jeglič) | 1–3                           |                                                      |              |                                            |
| | 1–4                           | 35:52 – A. Mikhalev (A. Ugarov, V. Denisov)          |              |                                            |
| | 1–5                           | 37:13 – A. Kostitsyn (A. Stepanov, A. Demkov) (PP)   |              |                                            |
| | 1–6                           | 55:07 – A. Mikhalev (D. Korobov) (SH)                |              |                                            |
| | 1–7                           | 56:13 – A. Mikhalev (M. Grabovski, D. Korobov) (PP)  |              |                                            |

| 2011. május 8. 20:15 | Lettország | 4–1 (2–0, 1–0, 1–1) | Ausztria | Steel Aréna, Kassa Nézőszám: 4110 |

| Jegyzőkönyv | Jegyzőkönyv      | Jegyzőkönyv                                 | Jegyzőkönyv      | Jegyzőkönyv                                |
| --- | ---------------- | ------------------------------------------- | ---------------- | ------------------------------------------ |
| | Edgars Masaļskis | Kapusok                                     | Fabian Weinhandl | Játékvezetők: Antonín Jeřábek Peter Ország |
| \| R. Bukarts (G. Meija) – 05:01 \| 1–0 \| \| \| M. Rēdlihs (K. Saulietis, A. Bērziņš) – 13:30 \| 2–0 \| \| \| K. Saulietis (A. Džeriņš, K. Sotnieks) (PP) – 22:57 \| 3–0 \| \| \| K. Saulietis (K. Sotnieks, A. Džeriņš) (PP) – 48:47 \| 4–0 \| \| \| \| 4–1 \| 59:01 – T. Raffl (R. Lukas, R. Rotter) (PP) \| |                  |                                             |                  | Játékvezetők: Antonín Jeřábek Peter Ország |
| 14 perc | Büntetések       | 41 perc                                     |                  | Játékvezetők: Antonín Jeřábek Peter Ország |
| 39 | Lövések          | 10                                          |                  | Játékvezetők: Antonín Jeřábek Peter Ország |
| R. Bukarts (G. Meija) – 05:01 | 1–0              |                                             |                  | Játékvezetők: Antonín Jeřábek Peter Ország |
| M. Rēdlihs (K. Saulietis, A. Bērziņš) – 13:30 | 2–0              |                                             |                  | Játékvezetők: Antonín Jeřábek Peter Ország |
| K. Saulietis (A. Džeriņš, K. Sotnieks) (PP) – 22:57 | 3–0              |                                             |                  | Játékvezetők: Antonín Jeřábek Peter Ország |
| K. Saulietis (K. Sotnieks, A. Džeriņš) (PP) – 48:47 | 4–0              |                                             |                  |                                            |
| | 4–1              | 59:01 – T. Raffl (R. Lukas, R. Rotter) (PP) |                  |                                            |

## Egyenes kieséses szakasz
|  |                     |                  |                     |                     |   |             |                     |                     |                     |                     |               |       |       |
|  | Negyeddöntők        | Negyeddöntők     | Negyeddöntők        |                     |   | Elődöntők   | Elődöntők           | Elődöntők           |                     |                     | Döntő         | Döntő | Döntő |
|  | Negyeddöntők        | Negyeddöntők     | Negyeddöntők        |                     |   | Elődöntők   | Elődöntők           | Elődöntők           |                     |                     | Döntő         | Döntő | Döntő |
|  | május 11. – Pozsony |                  |                     |                     |   |             |                     |                     |                     |                     |               |       |       |
|  |                     |                  |                     |                     |   |             |                     |                     |                     |                     |               |       |       |
|  | E1                  | Csehország       | 4                   |                     |   |             |                     |                     |                     |                     |               |       |       |
|  | E1                  | Csehország       | 4                   | május 13. – Pozsony |   |             |                     |                     |                     |                     |               |       |       |
|  | F4                  | Egyesült Államok | 0                   |                     |   |             |                     |                     |                     |                     |               |       |       |
|  | F4                  | Egyesült Államok | 0                   |                     |   | Csehország  | Csehország          | 2                   |                     |                     |               |       |       |
|  | május 11. – Pozsony |                  |                     |                     |   | Csehország  | Csehország          | 2                   |                     |                     |               |       |       |
|  |                     |                  | Svédország          | Svédország          | 5 |             |                     |                     |                     |                     |               |       |       |
|  | F2                  | Svédország       | Svédország          | Svédország          | 5 | 5           |                     |                     |                     |                     |               |       |       |
|  | F2                  | Svédország       |                     |                     |   | 5           | május 15. – Pozsony |                     |                     |                     |               |       |       |
|  | E3                  | Németország      | 2                   |                     |   |             |                     |                     |                     |                     |               |       |       |
|  | E3                  | Németország      | 2                   |                     |   | Svédország  | Svédország          | 1                   |                     |                     |               |       |       |
|  | május 12. – Pozsony |                  |                     |                     |   | Svédország  | Svédország          | 1                   |                     |                     |               |       |       |
|  |                     |                  | Finnország          | Finnország          | 6 |             |                     |                     |                     |                     |               |       |       |
|  | F1                  | Kanada           | Finnország          | Finnország          | 6 | 1           |                     |                     |                     |                     |               |       |       |
|  | F1                  | Kanada           | május 13. – Pozsony |                     |   | 1           |                     |                     |                     |                     |               |       |       |
|  | E4                  | Oroszország      | 2                   |                     |   |             |                     |                     |                     |                     |               |       |       |
|  | E4                  | Oroszország      | 2                   |                     |   | Oroszország | Oroszország         | 0                   | Bronzmérkőzés       | Bronzmérkőzés       | Bronzmérkőzés |       |       |
|  | május 12. – Pozsony |                  |                     |                     |   | Oroszország | Oroszország         | 0                   | Bronzmérkőzés       | Bronzmérkőzés       | Bronzmérkőzés |       |       |
|  |                     |                  | Finnország          | Finnország          | 3 |             |                     | május 15. – Pozsony | május 15. – Pozsony | május 15. – Pozsony |               |       |       |
|  | E2                  | Finnország       | Finnország          | Finnország          | 3 | 4           |                     | május 15. – Pozsony | május 15. – Pozsony | május 15. – Pozsony |               |       |       |
|  | E2                  | Finnország       |                     |                     |   |             |                     | Csehország          | Csehország          | 7                   |               |       |       |
|  | F3                  | Norvégia         | 1                   |                     |   |             |                     | Csehország          | Csehország          | 7                   |               |       |       |
|  | F3                  | Norvégia         | 1                   |                     |   | Oroszország | Oroszország         | 4                   |                     |                     |               |       |       |
|  |                     |                  |                     |                     |   | Oroszország | Oroszország         | 4                   |                     |                     |               |       |       |

### Negyeddöntők
| 2011. május 11. 16:15 | Csehország | 4–0 (1–0, 1–0, 2–0) | Egyesült Államok | Orange Arena, Pozsony Nézőszám: 9311 |

| Jegyzőkönyv | Jegyzőkönyv    | Jegyzőkönyv | Jegyzőkönyv | Jegyzőkönyv                               |
| --- | -------------- | ----------- | ----------- | ----------------------------------------- |
| | Ondřej Pavelec | Kapusok     | Ty Conklin  | Játékvezetők: Darcy Burchell Brent Reiber |
| \| J. Jágr (R. Červenka) – 18:45 \| 1–0 \| \| \| J. Jágr (T. Plekanec, K. Rachůnek) (PP2) – 24:47 \| 2–0 \| \| \| T. Plekanec (M. Frolík, M. Židlický) – 50:33 \| 3–0 \| \| \| J. Jágr (T. Plekanec) (PP) – 56:25 \| 4–0 \| \| |                |             |             | Játékvezetők: Darcy Burchell Brent Reiber |
| 6 perc | Büntetések     | 10 perc     |             | Játékvezetők: Darcy Burchell Brent Reiber |
| 39 | Lövések        | 29          |             | Játékvezetők: Darcy Burchell Brent Reiber |
| J. Jágr (R. Červenka) – 18:45 | 1–0            |             |             | Játékvezetők: Darcy Burchell Brent Reiber |
| J. Jágr (T. Plekanec, K. Rachůnek) (PP2) – 24:47 | 2–0            |             |             | Játékvezetők: Darcy Burchell Brent Reiber |
| T. Plekanec (M. Frolík, M. Židlický) – 50:33 | 3–0            |             |             | Játékvezetők: Darcy Burchell Brent Reiber |
| J. Jágr (T. Plekanec) (PP) – 56:25 | 4–0            |             |             |                                           |

| 2011. május 11. 20:15 | Svédország | 5–2 (2–1, 2–1, 1–0) | Németország | Orange Arena, Pozsony Nézőszám: 8986 |

| Jegyzőkönyv | Jegyzőkönyv  | Jegyzőkönyv                            | Jegyzőkönyv   | Jegyzőkönyv                              |
| --- | ------------ | -------------------------------------- | ------------- | ---------------------------------------- |
| | Viktor Fasth | Kapusok                                | Dennis Endras | Játékvezetők: Jyri Rönn Vladimír Šindler |
| \| M. Thörnberg (P. Berglund) – 00:27 \| 1–0 \| \| \| \| 1–1 \| 02:01 – A. Barta (F. Mauer, M. Kink) \| \| P. Berglund (M. Thörnberg, V. Fasth) – 15:46 \| 2–1 \| \| \| N. Persson (R. Nilsson, O. Ekman-Larsson) – 24:30 \| 3–1 \| \| \| L. Eriksson (D. Rundblad, R. Nilsson) – 28:10 \| 4–1 \| \| \| \| 4–2 \| 38:44 – M. Wolf (A. Rankel, K. Holzer) \| \| M. Thörnberg (P. Berglund, M. Pääjärvi-Svensson) – 48:54 \| 5–2 \| \| |              |                                        |               | Játékvezetők: Jyri Rönn Vladimír Šindler |
| 8 perc | Büntetések   | 14 perc                                |               | Játékvezetők: Jyri Rönn Vladimír Šindler |
| 46 | Lövések      | 37                                     |               | Játékvezetők: Jyri Rönn Vladimír Šindler |
| M. Thörnberg (P. Berglund) – 00:27 | 1–0          |                                        |               | Játékvezetők: Jyri Rönn Vladimír Šindler |
| | 1–1          | 02:01 – A. Barta (F. Mauer, M. Kink)   |               | Játékvezetők: Jyri Rönn Vladimír Šindler |
| P. Berglund (M. Thörnberg, V. Fasth) – 15:46 | 2–1          |                                        |               | Játékvezetők: Jyri Rönn Vladimír Šindler |
| N. Persson (R. Nilsson, O. Ekman-Larsson) – 24:30 | 3–1          |                                        |               |                                          |
| L. Eriksson (D. Rundblad, R. Nilsson) – 28:10 | 4–1          |                                        |               |                                          |
| | 4–2          | 38:44 – M. Wolf (A. Rankel, K. Holzer) |               |                                          |
| M. Thörnberg (P. Berglund, M. Pääjärvi-Svensson) – 48:54 | 5–2          |                                        |               |                                          |

| 2011. május 12. 16:15 | Finnország | 4–1 (0–0, 4-1, 0-0) | Norvégia | Orange Arena, Pozsony Nézőszám: 8947 |

| Jegyzőkönyv | Jegyzőkönyv   | Jegyzőkönyv              | Jegyzőkönyv | Jegyzőkönyv                                   |
| --- | ------------- | ------------------------ | ----------- | --------------------------------------------- |
| | Petri Vehanen | Kapusok                  | Lars Haugen | Játékvezetők: Sören Persson Daniel Piechaczek |
| \| \| 0–1 \| 23:56 – K. A. Olimb (PS) \| \| J. Immonen (M. Granlund, J. Niskala) – 26:01 \| 1–1 \| \| \| T. Ruutu (M. Koivu, J. Pesonen) (PP) – 28:43 \| 2–1 \| \| \| J. Immonen (M. Granlund, J. Välivaara) (PP) – 35:38 \| 3–1 \| \| \| J. Lajunen (L. Komarov, T. Jaakola) (PP) – 38:29 \| 4–1 \| \| |               |                          |             | Játékvezetők: Sören Persson Daniel Piechaczek |
| 14 perc | Büntetések    | 18 perc                  |             | Játékvezetők: Sören Persson Daniel Piechaczek |
| 34 | Lövések       | 38                       |             | Játékvezetők: Sören Persson Daniel Piechaczek |
| | 0–1           | 23:56 – K. A. Olimb (PS) |             | Játékvezetők: Sören Persson Daniel Piechaczek |
| J. Immonen (M. Granlund, J. Niskala) – 26:01 | 1–1           |                          |             | Játékvezetők: Sören Persson Daniel Piechaczek |
| T. Ruutu (M. Koivu, J. Pesonen) (PP) – 28:43 | 2–1           |                          |             | Játékvezetők: Sören Persson Daniel Piechaczek |
| J. Immonen (M. Granlund, J. Välivaara) (PP) – 35:38 | 3–1           |                          |             |                                               |
| J. Lajunen (L. Komarov, T. Jaakola) (PP) – 38:29 | 4–1           |                          |             |                                               |

| 2011. május 12. 20:15 | Kanada | 1–2 (0–0, 1–0, 0–2) | Oroszország | Orange Arena, Pozsony Nézőszám: 9300 |

| Jegyzőkönyv | Jegyzőkönyv      | Jegyzőkönyv                                   | Jegyzőkönyv        | Jegyzőkönyv                                  |
| --- | ---------------- | --------------------------------------------- | ------------------ | -------------------------------------------- |
| | Jonathan Bernier | Kapusok                                       | Konstantin Barulin | Játékvezetők: Danny Kurmann Christer Lärking |
| \| J. Spezza (A. Pietrangelo) – 25:32 \| 1–0 \| \| \| \| 1–1 \| 49:07 – A. Kaigorodov (SH) \| \| \| 1–2 \| 52:19 – I. Kovalchuk (A. Radulov, D. Kalinin) \| |                  |                                               |                    | Játékvezetők: Danny Kurmann Christer Lärking |
| 12 perc | Büntetések       | 10 perc                                       |                    | Játékvezetők: Danny Kurmann Christer Lärking |
| 37 | Lövések          | 20                                            |                    | Játékvezetők: Danny Kurmann Christer Lärking |
| J. Spezza (A. Pietrangelo) – 25:32 | 1–0              |                                               |                    | Játékvezetők: Danny Kurmann Christer Lärking |
| | 1–1              | 49:07 – A. Kaigorodov (SH)                    |                    | Játékvezetők: Danny Kurmann Christer Lärking |
| | 1–2              | 52:19 – I. Kovalchuk (A. Radulov, D. Kalinin) |                    | Játékvezetők: Danny Kurmann Christer Lärking |

### Elődöntők
| 2011. május 13. 16:15 | Csehország | 2–5 (0–0, 1–2, 1–3) | Svédország | Orange Arena, Pozsony Nézőszám: 9285 |

| Jegyzőkönyv | Jegyzőkönyv    | Jegyzőkönyv                                 | Jegyzőkönyv  | Jegyzőkönyv                               |
| --- | -------------- | ------------------------------------------- | ------------ | ----------------------------------------- |
| | Ondřej Pavelec | Kapusok                                     | Viktor Fasth | Játékvezetők: Darcy Burchell Brent Reiber |
| \| P. Eliáš (M. Michálek, M. Židlický) – 20:46 \| 1–0 \| \| \| \| 1–1 \| 24:34 – P. Berglund (O. Ekman-Larsson) (PP) \| \| \| 1–2 \| 35:10 – M. Backlund (M. Sjögren) \| \| \| 1–3 \| 48:07 – J. Ericsson (M. Backlund) \| \| \| 1–4 \| 52:29 – M. Krüger (M. Tedenby) \| \| P. Eliáš (J. Voráček) – 54:22 \| 2–4 \| \| \| \| 2–5 \| 59:13 – P. Berglund (D. Petrasek) (ENG) \| |                |                                             |              | Játékvezetők: Darcy Burchell Brent Reiber |
| 6 perc | Büntetések     | 48 perc                                     |              | Játékvezetők: Darcy Burchell Brent Reiber |
| 37 | Lövések        | 2                                           |              | Játékvezetők: Darcy Burchell Brent Reiber |
| P. Eliáš (M. Michálek, M. Židlický) – 20:46 | 1–0            |                                             |              | Játékvezetők: Darcy Burchell Brent Reiber |
| | 1–1            | 24:34 – P. Berglund (O. Ekman-Larsson) (PP) |              | Játékvezetők: Darcy Burchell Brent Reiber |
| | 1–2            | 35:10 – M. Backlund (M. Sjögren)            |              | Játékvezetők: Darcy Burchell Brent Reiber |
| | 1–3            | 48:07 – J. Ericsson (M. Backlund)           |              |                                           |
| | 1–4            | 52:29 – M. Krüger (M. Tedenby)              |              |                                           |
| P. Eliáš (J. Voráček) – 54:22 | 2–4            |                                             |              |                                           |
| | 2–5            | 59:13 – P. Berglund (D. Petrasek) (ENG)     |              |                                           |

| 2011. május 13. 20:15 | Finnország | 3–0 (0–0, 1–0, 2–0) | Oroszország | Orange Arena, Pozsony Nézőszám: 9272 |

| Jegyzőkönyv | Jegyzőkönyv   | Jegyzőkönyv | Jegyzőkönyv        | Jegyzőkönyv                                 |
| --- | ------------- | ----------- | ------------------ | ------------------------------------------- |
| | Petri Vehanen | Kapusok     | Konstantin Barulin | Játékvezetők: Christer Lärking Peter Ország |
| \| M. Granlund (J. Immonen) – 25:13 \| 1–0 \| \| \| J. Lajunen – 47:40 \| 2–0 \| \| \| J. Immonen (M. Granlund) – 49:15 (PP) \| 3–0 \| \| |               |             |                    | Játékvezetők: Christer Lärking Peter Ország |
| 10 perc | Büntetések    | 30 perc     |                    | Játékvezetők: Christer Lärking Peter Ország |
| 29 | Lövések       | 12          |                    | Játékvezetők: Christer Lärking Peter Ország |
| M. Granlund (J. Immonen) – 25:13 | 1–0           |             |                    | Játékvezetők: Christer Lärking Peter Ország |
| J. Lajunen – 47:40 | 2–0           |             |                    | Játékvezetők: Christer Lärking Peter Ország |
| J. Immonen (M. Granlund) – 49:15 (PP) | 3–0           |             |                    | Játékvezetők: Christer Lärking Peter Ország |

### Bronzmérkőzés
| 2011. május 15. 16:00 | Csehország | 7–4 (2–3, 3–1, 2–0) | Oroszország | Samsung Arena, Pozsony Nézőszám: 9283 |

| Jegyzőkönyv | Jegyzőkönyv    | Jegyzőkönyv                                      | Jegyzőkönyv        | Jegyzőkönyv                                  |
| --- | -------------- | ------------------------------------------------ | ------------------ | -------------------------------------------- |
| | Ondřej Pavelec | Kapusok                                          | Konstantin Barulin | Játékvezetők: Danny Kurmann Christer Lärking |
| \| R. Červenka – 03:33 \| 1–0 \| \| \| \| 1–1 \| 09:25 – I. Kovalchuk (A. Radulov, F. Tyutin) \| \| \| 1–2 \| 09:40 – D. Kulikov (M. Afinogenov, K. Gorovikov) \| \| P. Průcha (T. Rolinek, J. Marek) – 10:22 \| 2–2 \| \| \| P. Průcha – 22:11 \| 3–2 \| \| \| \| 3–3 \| 18:53 – I. Kovalchuk (A. Radulov, S. Zinovjev) \| \| R. Červenka (P. Průcha) – 30:45 \| 4–3 \| \| \| R. Červenka (T. Plekanec) – 35:10 \| 5–3 \| \| \| \| 5–4 \| 36:03 – V. Tarasenko (S. Zinovjev, K. Korneyev) \| \| J. Marek – 46:30 \| 6–4 \| \| \| T. Plekanec (J. Jágr, R. Červenka) (ENG) – 58:16 \| 7–4 \| \| |                |                                                  |                    | Játékvezetők: Danny Kurmann Christer Lärking |
| 4 perc | Büntetések     | 6 perc                                           |                    | Játékvezetők: Danny Kurmann Christer Lärking |
| 28 | Lövések        | 43                                               |                    | Játékvezetők: Danny Kurmann Christer Lärking |
| R. Červenka – 03:33 | 1–0            |                                                  |                    | Játékvezetők: Danny Kurmann Christer Lärking |
| | 1–1            | 09:25 – I. Kovalchuk (A. Radulov, F. Tyutin)     |                    | Játékvezetők: Danny Kurmann Christer Lärking |
| | 1–2            | 09:40 – D. Kulikov (M. Afinogenov, K. Gorovikov) |                    | Játékvezetők: Danny Kurmann Christer Lärking |
| P. Průcha (T. Rolinek, J. Marek) – 10:22 | 2–2            |                                                  |                    |                                              |
| P. Průcha – 22:11 | 3–2            |                                                  |                    |                                              |
| | 3–3            | 18:53 – I. Kovalchuk (A. Radulov, S. Zinovjev)   |                    |                                              |
| R. Červenka (P. Průcha) – 30:45 | 4–3            |                                                  |                    |                                              |
| R. Červenka (T. Plekanec) – 35:10 | 5–3            |                                                  |                    |                                              |
| | 5–4            | 36:03 – V. Tarasenko (S. Zinovjev, K. Korneyev)  |                    |                                              |
| J. Marek – 46:30 | 6–4            |                                                  |                    |                                              |
| T. Plekanec (J. Jágr, R. Červenka) (ENG) – 58:16 | 7–4            |                                                  |                    |                                              |

### Döntő
| 2011. május 15. 20:30 | Svédország | 1–6 (0–0, 1–1, 0–5) | Finnország | Samsung Arena, Pozsony Nézőszám: 9166 |

| Jegyzőkönyv | Jegyzőkönyv  | Jegyzőkönyv                           | Jegyzőkönyv   | Jegyzőkönyv                               |
| --- | ------------ | ------------------------------------- | ------------- | ----------------------------------------- |
| | Viktor Fasth | Kapusok                               | Petri Vehanen | Játékvezetők: Darcy Burchell Brent Reiber |
| \| Pääjärvi – 27:40 \| 1–0 \| \| \| \| 1–1 \| 39:53 – Immonen (Pesonen, Koivu) (PP) \| \| \| 1–2 \| 42:35 – Nokelainen (Pihlström) \| \| \| 1–3 \| 43:21 – Kapanen (Aaltonen, Komarov) \| \| \| 1–4 \| 56:41 – Pesonen (Granlund) \| \| \| 1–5 \| 57:16 – Pyörälä (Koivu, Salmela) \| \| \| 1–6 \| 59:05 – Pihlström (Lajunen) \| |              |                                       |               | Játékvezetők: Darcy Burchell Brent Reiber |
| 8 perc | Büntetések   | 4 perc                                |               | Játékvezetők: Darcy Burchell Brent Reiber |
| 33 | Lövések      | 32                                    |               | Játékvezetők: Darcy Burchell Brent Reiber |
| Pääjärvi – 27:40 | 1–0          |                                       |               | Játékvezetők: Darcy Burchell Brent Reiber |
| | 1–1          | 39:53 – Immonen (Pesonen, Koivu) (PP) |               | Játékvezetők: Darcy Burchell Brent Reiber |
| | 1–2          | 42:35 – Nokelainen (Pihlström)        |               | Játékvezetők: Darcy Burchell Brent Reiber |
| | 1–3          | 43:21 – Kapanen (Aaltonen, Komarov)   |               |                                           |
| | 1–4          | 56:41 – Pesonen (Granlund)            |               |                                           |
| | 1–5          | 57:16 – Pyörälä (Koivu, Salmela)      |               |                                           |
| | 1–6          | 59:05 – Pihlström (Lajunen)           |               |                                           |

| A 2011-es IIHF jégkorong-világbajnokság győztese |
| ------------------------------------------------ |
| · Finnország · 2. cím                            |

## Végeredmény
| Hely | Csapat           |
| ---- | ---------------- |
|      | Finnország       |
|      | Svédország       |
|      | Csehország       |
| 4.   | Oroszország      |
| 5.   | Kanada           |
| 6.   | Norvégia         |
| 7.   | Németország      |
| 8.   | Egyesült Államok |
| 9.   | Svájc            |
| 10.  | Szlovákia        |
| 11.  | Dánia            |
| 12.  | Franciaország    |
| 13.  | Lettország       |
| 14.  | Fehéroroszország |
| 15.  | Ausztria         |
| 16.  | Szlovénia        |